# Bréma (település)

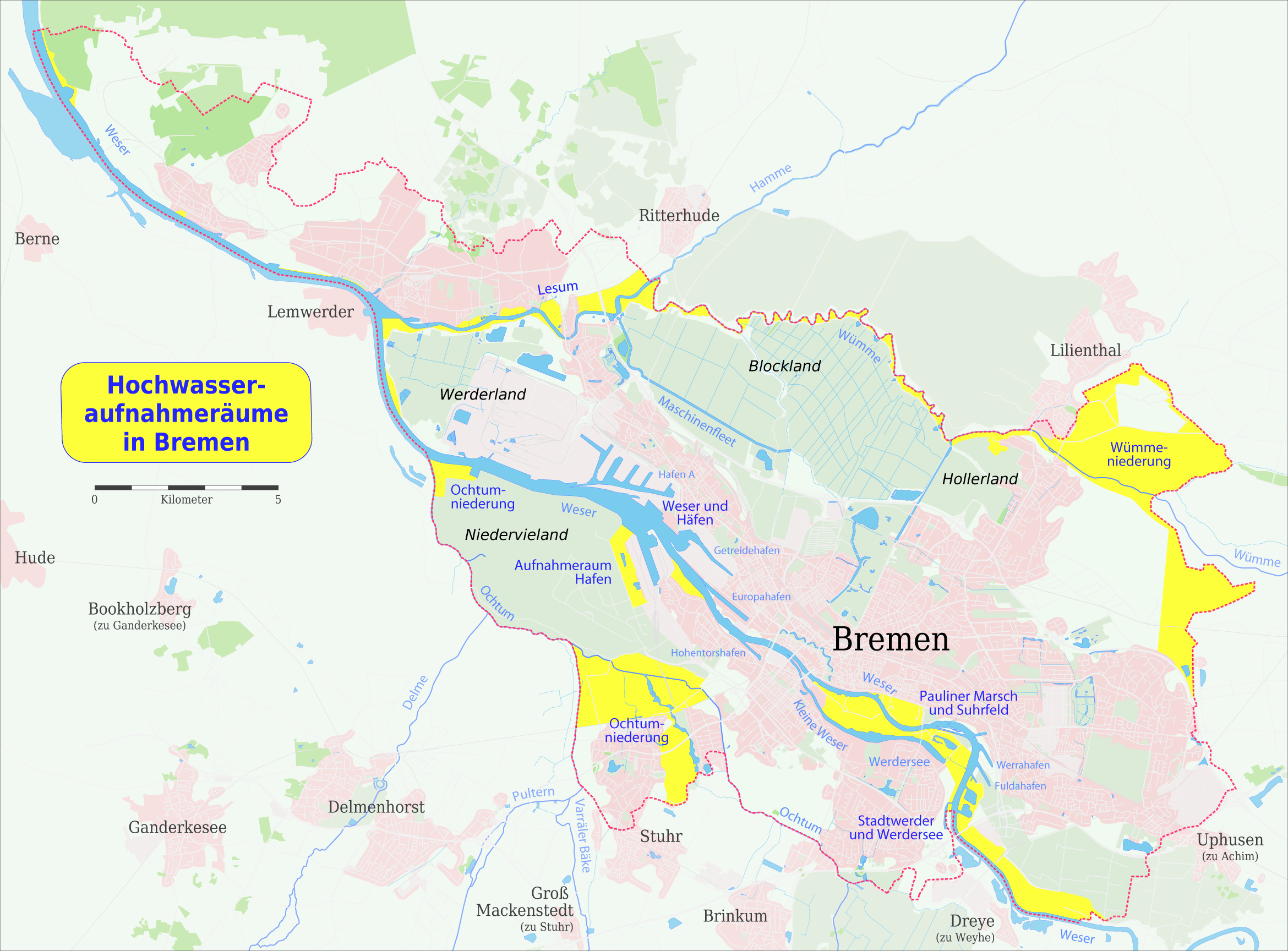
Bréma város térképe

Bréma (németül: Bremen) német nagyváros, hivatalosan szabad Hanza-város, Németország északnyugati részén fekszik, Bréma tartomány (németül: Freie Hansestadt Bremen) székhelye. Egyike annak a három városnak, amelyek szabad tartományi jogállással rendelkeznek (a másik kettő Berlin és Hamburg). Népességét és területét tekintve is Németország tizedik legnagyobb városa. Jelentős tudományos és kulturális centrum, kikötői révén pedig Németország tengerentúli kereskedelmének egyik meghatározó központja. A Bréma-Oldenburg európai városrégió domináns települése, lakossága vonzáskörzetével együtt 2,37 millió fő.

## Fekvése
Bréma Németország északnyugati részén fekszik, az Északi-tenger partjától 60 kilométernyire. Területe 25 kilométer hosszan és 1–6 km szélességben húzódik a Weser folyam mindkét partján. A város déli területei a Weser melletti marschokon terülnek el, míg az északi negyedek a geest domboldalaira kapaszkodnak fel.

## Éghajlata
Az Északi-tenger partjaihoz való közelsége és a mérsékelt égövi tengeri légtömegek miatt óceáni éghajlatú (Köppen éghajlati besorolás: Cfb). Azonban az év bármely szakában előfordulhatnak olyan időszakok, amikor a kontinentális légtömegek dominálnak, és nyáron hőhullámokhoz, télen pedig hosszabban tartó fagyos időszakokhoz vezethetnek. Általában azonban a hőmérsékleti szélsőségek ritkák Brémában.
| Hónap                                          | Jan. | Feb. | Már. | Ápr. | Máj. | Jún. | Júl. | Aug. | Szep. | Okt. | Nov. | Dec. | Év   |
| ---------------------------------------------- | ---- | ---- | ---- | ---- | ---- | ---- | ---- | ---- | ----- | ---- | ---- | ---- | ---- |
| Átlagos max. hőmérséklet (°C)                  | 4,6  | 5,6  | 9,3  | 14,5 | 18,3 | 21,3 | 23,6 | 23,3 | 19,3  | 14,0 | 8,6  | 5,4  | 14,0 |
| Átlagos min. hőmérséklet (°C)                  | −0,5 | −0,5 | 1,1  | 3,9  | 7,5  | 10,5 | 12,9 | 12,6 | 9,6   | 6,0  | 2,8  | 0,5  | 5,6  |
| Átl. csapadékmennyiség (mm)                    | 58   | 44   | 46   | 40   | 50   | 62   | 75   | 69   | 58    | 57   | 51   | 60   | 670  |
| Havi napsütéses órák száma                     | 48   | 70   | 120  | 182  | 213  | 205  | 214  | 198  | 151   | 110  | 53   | 40   | 1604 |
| Forrás: NOAA, DWD; wetterkontor.de; Infoclimat |      |      |      |      |      |      |      |      |       |      |      |      |      |

## Története

### Bréma a középkorban
A korai középkorban a Weser körüli magaslatok vihardagályoktól védett pontjain apró falvak létesültek. Ezek nevei közül csak a Klaudiosz Ptolemaiosz által említett Phabiranum neve maradt fenn. Bréma nevét először 782-ben, Nagy Károly egyik oklevelében a kereszténység észak-európai terjesztése kapcsán említik. 788-ban megalapították a brémai püspökséget, és ebben az időben épült meg az első fatemplom is, melynek feladata a környékbeli szászokkal szembeni védekezés miatt a város megerősítése is volt. Az új templomot Willehad püspök Szent Pál apostolnak szentelte, annak kulcsát pedig a város címerére helyezte.
A város kedvező fekvésének köszönhetően kezdetektől fogva a fríz tengeri és folyami kereskedők telephelyéül szolgált. A város kereskedelmi jelentősége egyre növekedett és egyre több környékbeli paraszt hagyta el szülőhelyét, hogy Brémában kereskedelemmel foglalkozzon.
A 9. században Bréma már érseki székhely. A fatemplomot 853-ban lebontották és helyében már kőből épült fel a dóm. Az egyre erősödő viking támadásokkal szemben a várost megerősítették. Bréma ellen tudott állni a 913 nyarán bekövetkezett magyar támadásnak is. 965. augusztus 10-én Adaldag érsek – I. Ottó császártól – vásártartási, pénzverési és vámszedési jogot kapott.

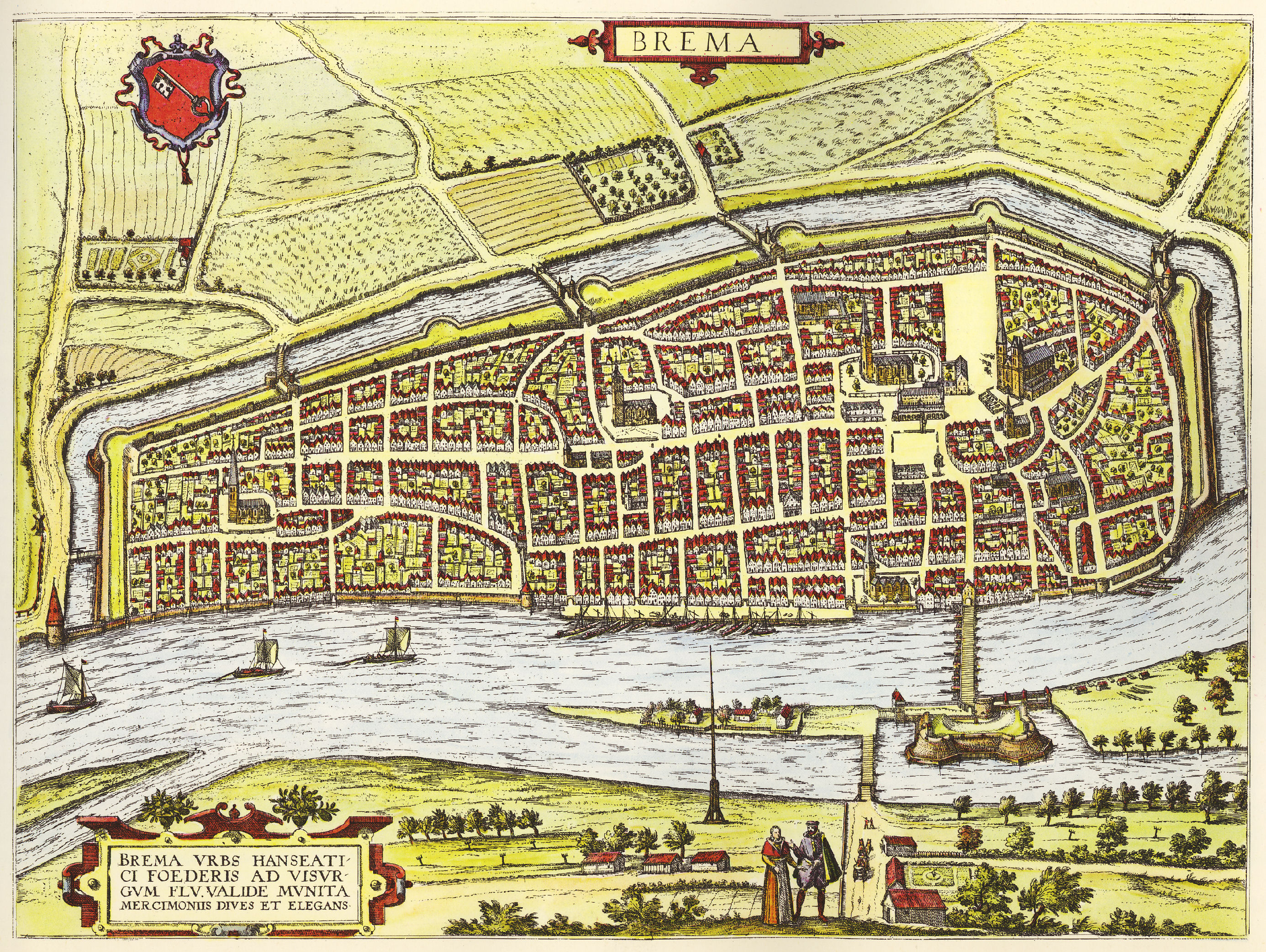
Bréma térképe (1600)

1260-ban Bréma a Hanza-szövetség tagjává vált. Először 25 év múlva zárták ki Hanzából, miután a város kereskedői súlyosan megsértették a Hanza-városok wismari gyűlésén a norvégok ellen kimondott blokádegyezményt. Bréma nem profitált a Balti-tenger és a Baltikum felé gyorsan fejlődő kereskedelemből, ellenben érdeke lett volna az észak, nyugat és dél felé kapcsolatokat létesíteni. Ezt az érdeket sértette a Balti-tengeri városok által erőltetett blokád. A 12. században Bréma elnyerte függetlenségét az érsektől, 1300 körül pedig megépült a városfal. 1358-ban a Weser parti város másodszor is a Hanza kereskedőszövetség tagjává vált, de 1427-ben a kereskedelmi szabályok újbóli megsértése miatt ismét kizárták.
1532-ben tört ki a „104-ek felkelése”. 1530-ban forradalmi nyugtalanság lett úrrá Brémán, amely a város falaitól keletre lévő Bürgerweide legelő használata körüli vitákban robbant ki. A reformáció eszméit magáévá tevő tömegmozgalom dühe először a szolgáját meggyilkoló Német Lovagrend nagymestere ellen fordult. A város polgárai fenyegetésekkel elérték, hogy a város irányításában egy 104 tagú választott tanács is részt vegyen. A tömegharag elől a katolikus elöljáróság Verdenbe menekült, a dómban ezek után református szertartásokat vezettek.

### Az újkorban

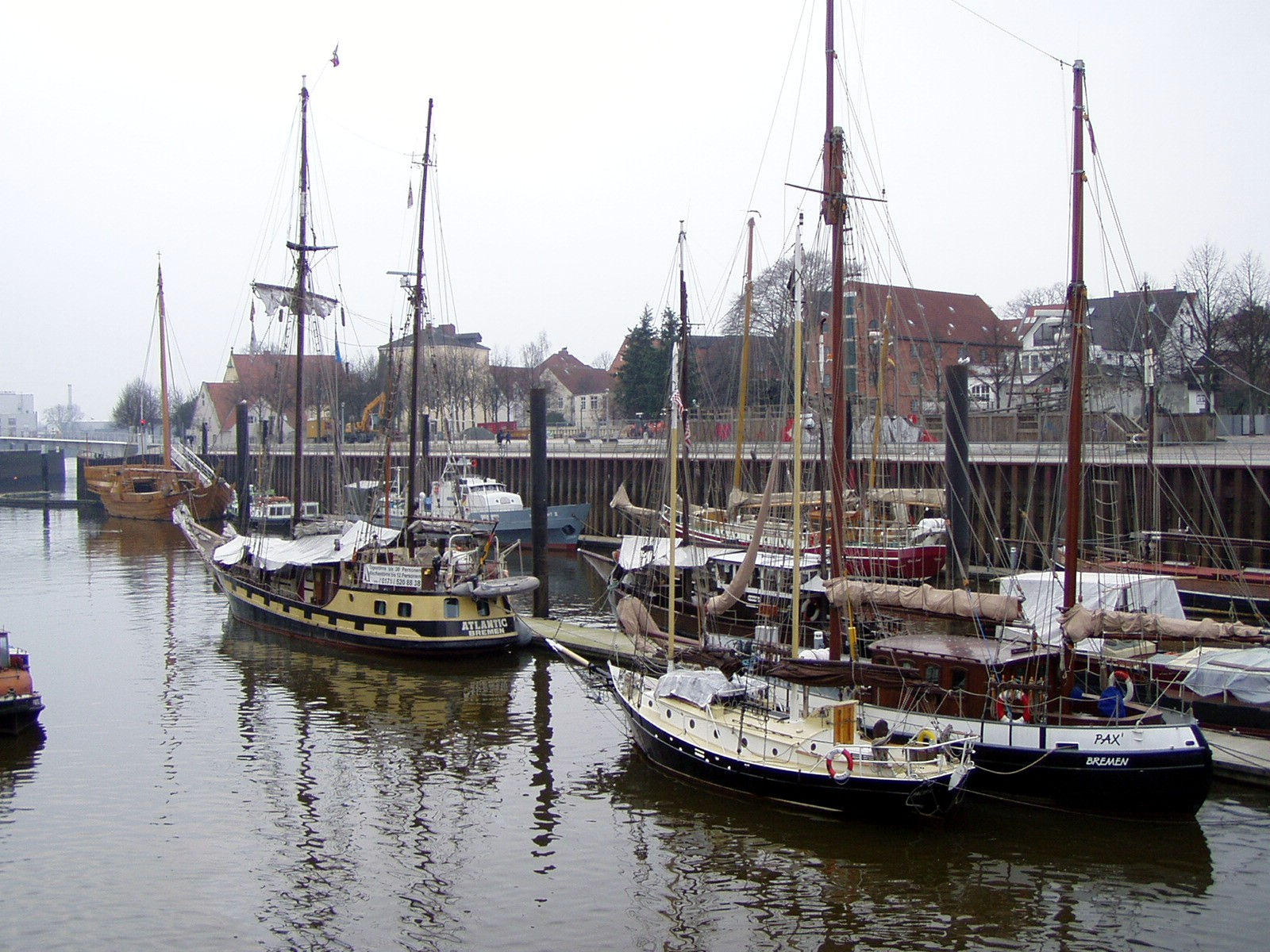
Az 1623-ban megnyílt vegesacki kikötő ma

A Weser folyó medre a középkor folyamán fokozatosan feltöltődött, elfajult, mindenfelé homokpadok, zátonyok keletkeztek. A hajóút mélysége Bréma és Vegesack (ma Bréma része) között mindössze egy méterre csökkent. A város ezért holland mérnököket bízott meg, hogy Brémától 10 km-re északra Vegesacknál egy új, mesterséges átrakó kikötőt építsenek. Ez lett Németország első mesterséges kikötője. Az új kikötő négy év alatt épült meg és 1623-ban nyílt meg a hajóforgalom számára. A város bekapcsolódott a transzatlanti kereskedelembe is, az első hajó 1783-ban érkezett az Amerikai Egyesült Államokból. Az atlanti kereskedelem felfutásával egyidejűen a Weser medrének elfajulása már a vegesacki kikötőt is elérte, ezért 1798-ban újabb mesterséges kikötőt kellett megnyitni, 30 kilométernyire északra Brake városka mellett.
1811-1814 között Napóleon csapatai megszállták a várost. Brémát Franciaországhoz csatolták. A háborús évek alatt a brit tengeri blokád miatt a tengeri kereskedelem megszűnt. A brakei kikötő sem oldotta meg a hajózás problémáit, ezért a városállam 1827-ben területet vásárolt a Weser torkolatában, ahol megalapították Bremerhaven kikötővárost.

### Virágkor és stagnálás a modern korban

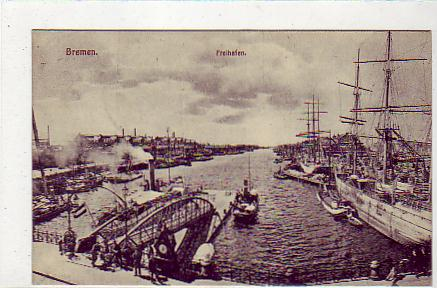
Az új szabadkikötő 1918-ban

A 19. század második felében indultak meg a városnak és környékének nagyszabású infrastrukturális beruházásai. 1849-ben megnyílt a Művészcsarnok. 1855-ben Hannover felől a vasút elérte a várost, és megnyílt a főpályaudvar. 1876-ban a városháza és a Bürgerpark között megnyílt a mai villamos elődje, a lóvasút. 1875-ben Ludwig Franzius lett Bréma építési igazgatója. Terveket készített a Weser folyó hajózhatóvá tételére. A következő 20 évben hatalmas vízrendezési munkálatok zajlottak a város környékén. 1888-ban Bréma csatlakozott a német vámunióhoz. Ezzel egy időben megnyílt a korszak legnagyobb mesterséges kikötője, az Europahafen. Két évre rá az első villamosok kezdték meg üzemüket. 1899-ben megnyílt a második szabadkikötő (Überseehafen), 1911-ben az ipari kikötő. Bréma a gyarmati kereskedelem kapuvárosa lett. A város fejlődését derékba törte az első világháború. A város akkori 460 gőzhajójából 60 azonnal elveszett, a maradék semleges országok kikötőjében rekedt. A háború alatt a munkásság körében egyre növekedett az elégedetlenség. 1918 elején a városban erőszakos sztrájkmozgalom bontakozott ki.
1918. december 8-án a német császárság összeomlott, Brémában a vállalkozók által támogatott Adolf Vinnen hajómágnás szerezte meg a hatalmat. Uralma alatt zűrzavar lett úrrá a városon. 1919 januárjában a városháza erkélyéről kikiáltották a Brémai Tanácsköztársaságot. Pénzügyi összeomlás és zűrzavar következett. Január végén „rendcsinálás” céljából a városba küldték Wilhelm Gerstenberg tábornok csapatait. Utcai harcok kezdődtek a tanácsköztársaságot védő munkásság és a hadsereg között. A február 8-áig tartó harcokban 24 katona és 28 munkás életét veszítette.
1920 óta működik a városi rádió és a repülőtér. 1920 után Brémát súlyosan érintette a német gyarmatok elvesztése. A hajóforgalom visszaesett, majd a nagy gazdasági világválság idején az ipar is hanyatlott. A városi munkásság egyre inkább a szociális biztonságot ígérő szélsőjobb és szélsőbal irányába fordult, radikalizálódott. 1930-as évek elején több jelentős utcai tömegverekedés tört ki a kommunisták és a náci párt támogatói között.
1941–1945 között a szövetséges légierő 167 támadást intézett a Weser parti nagyváros ellen, melynek során megsemmisült az ódon városközpont nagy része, a hajógyárak, kohók és vámraktárak szinte mindegyike.
1945. április 19-én a 2. brit hadsereg elérte Brémát, és megadásra felszólító ultimátumot intézett a védőkhöz. A német helyőrség ellenállt. Április 22-én a britek támadásba lendültek, és elfoglalták a délkeleti elővárosokat. Április 24-én a brit támadás elérte a belvárost, ahol a heves német ellenállás miatt sok áldozattal járó utcai harc bontakozik ki. Április 26-án este a német helyőrség letette a fegyvert. 1945. augusztus 1-jén Brémából kivonult a brit hadsereg, a megszállói feladatokat az amerikaiak vették át.

### Bréma amásodik világháborúután
1946-ban Bréma az újonnan megszervezett Bréma Szabad Hanza-város tartomány fővárosa lett. A városban a helyreállítás gyorsan haladt. Az 1950-es évek gazdasági csodája idején Bréma Németország egyik legdinamikusabb városává vált. 1953-ban a városháza mellett felállították a brémai muzsikusok szobrát, mely azóta a város egyik jelképe lett. 1961-ben a Weser bal partján megnyílt a harmadik szabadkikötő (Neustadter Hafen). A kikötőtevékenység mellett egyre inkább meghatározóvá vált a magas hozzáadott értéket képviselő áruk, szolgáltatások előállítása. 1970 óta működik a városi egyetem. 1985-ben Brémában épült meg az első Ariane–2 alkatrész.
1993-ban a forgalom visszaesése miatt a város bezárta régi szabadkikötőit (az Europahafent és az Überseehafent). Helyükön 1999-ben elkezdődött az új brémai városközpont építése. Az Überseestadt projekt jelenleg Európa legnagyobb, folyamatban lévő városrész-rekonstrukciós programja. 2001-ben a brémai városházát az UNESCO a világörökség részének ismerte el.

## Lakosság
| Lakosok száma | 10 000 | 37 029 | 551 219 | 539 403 | 542 707 | 548 547 | 565 719 | 568 006 | 563 290 | 577 026 |
|               | 1350   | 1818   | 1990    | 2000    | 2011    | 2013    | 2016    | 2017    | 2021    | 2023    |

A város lakossága jelenleg stagnál, évente egy-kétezer fővel növekszik, illetve csökken. Az elöregedés miatt jelentős nőtöbbség alakult ki a városban. Brémában 70 ezer külföldi állampolgárságú személy lakik, ők a lakosság mintegy 13%-át jelentik.

### Bréma lakosságának változása
| Időpont (év)                       | Lakosság (fő) | Növekedés (%) |  | Időpont (év) | Lakosság (fő) | Növekedés (%) |
| ---------------------------------- | ------------- | ------------- |  | ------------ | ------------- | ------------- |
| 1350                               | 20 000        | -             |  | 1920         | 266 311       | +26,5         |
| 1744                               | 28 000        | +40           |  | 1930         | 306 492       | +15,1         |
| 1812                               | 35 392        | +26,4         |  | 1940         | 441 800       | +44,1         |
| 1831                               | 44 286        | +25,1         |  | 1945         | 366 427       | −17,0         |
| 1852                               | 57 055        | +28,8         |  | 1950         | 444 549       | +21,3         |
| 1861                               | 67 200        | +17,8         |  | 1961         | 564 517       | +27,0         |
| 1871                               | 82 964        | +23,5         |  | 1970         | 592 496       | +5,0          |
| 1880                               | 112 453       | +35,5         |  | 1980         | 555 118       | −6,3          |
| 1890                               | 125 684       | +11,8         |  | 1990         | 551 219       | +0,7          |
| 1900                               | 161 184       | +28,2         |  | 2000         | 539 403       | −2,4          |
| 1910                               | 247 437       | +53,5         |  | 2005         | 546 852       | +1,4          |
| 1916                               | 210 589       | −14,9         |  | 2011         | 547 340       | +0,2          |
| Forrás: Statisztikai hivatal Bréma |               |               |  |              |               |               |

### Vallások

#### Evangélikusok

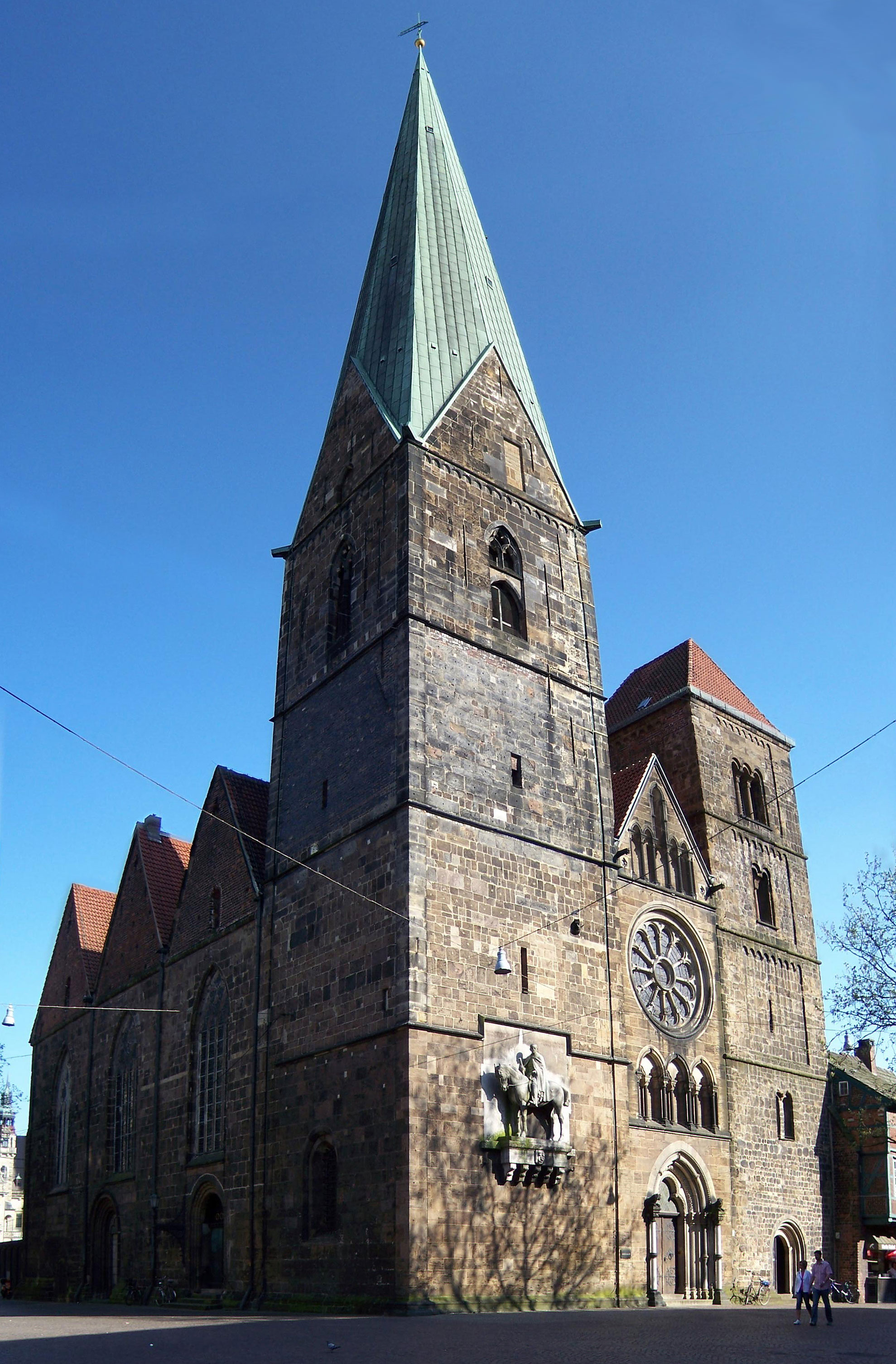
A Nagyboldogasszony-templom a katolikus egyház brémai főtemploma

A reformáció 1532-ben aratott győzelmet a katolikus egyház felett. Kezdetben a református irányzat volt erősebb. Az evangélikus kereszténység mintegy 100 éves villongásokkal teli vetélkedés után 1639-ben a református szertartással egyenrangúvá vált. Az evangélikus és a református hívek elkülönülten, más-más városrészekben éltek. Az 1803-as közigazgatási reform után már valamennyi új kerületben az evangélikus közösség volt többségben. A református egyház hanyatlani kezdett, fokozatosan az evangélikus szertartás vált uralkodóvá. Az evangélikus egyház jelenleg 68 templomot tart fenn Brémában és Bremerhaven északi részén. (Bremerhaven déli részét a hannoveri evangélikus egyház felügyeli.) A Brémai evangélikus Egyház Németország legkisebb önálló evangélikus tartományi egyháza. A városállam lakosságának 43%-a (kb. 250 000 fő) vallja magát evangélikusnak.

#### Katolikusok
Bréma fejlődésének már a korai szakaszában jelen volt a katolikus egyház, amely a várost az északi népek körében végzett térítés bázisaként kívánta felhasználni. 1532-ben a katolikus egyháznak menekülnie kellett a városból, a római katolikus közösség a vallásháborúk lezárultával 1648-ban alakulhatott újra meg. Hivatalosan csak 1807-ben ismerték el a reformátussal és az evangélikussal egyenrangúnak és csak 1816-ban kezdhette meg működését az első katolikus templom. 1819-ben már katolikus iskola is működni kezdett. A brémai katolikus közösség erősödik, jelenleg már 62 581 hívük van. 2002-ben a középkor óta elsőként apácakolostor kezdte meg működését. A katolikus közösség majdnem 20%-a külföldi, ők a világ 100 országából érkeztek a hanza-városba.

#### Zsidók
A zsidóság egykor jelentős számban élt a belvárost övező városrészekben. A második világháború előtt a régi zsinagógát lerombolták, helyén ma szálloda áll. A háború után az életben maradottak többsége már nem tért vissza a Weser partjára, csak kis számú zsidó vallású ember maradt a városban. A zsidó közösség jelenleg az orosz zsidók bevándorlása miatt gyarapszik, a közösségen belül egyre inkább az orosz válik uralkodó nyelvvé. A közösség növekedését jelzi, hogy 2007-ben új zsidó parcellát adtak át a Riensbergi köztemetőben.

#### Muzulmánok
A muzulmán közösség a második világháborút követő gazdasági fellendülés után jelent meg a városban. A közösség tagjai vendégmunkásként, illetve harmadik világból származó vendégdiákként érkeztek Brémába. Ennek megfelelően a csoport etnikailag igen tagolt. A legnagyobb a török muzulmánok közössége, de jelentősnek mondható az arab, illetve a szláv nyelvű bosnyák muszlimok csoportja is. A városban élő muzulmán bevándorlók számát 40 000 körüli számra becsülik. Brémában két mecset működik, mindkettő a bevándorlók által sűrűbben lakott külvárosokban. A legnagyobb mecset a kikötő közelében lévő gröpelingeni Fatih-mecset.

## Gazdaság
Bréma gazdasági életének szereplői tevékenységüket a város két kiváló adottsága köré csoportosítják. A legjelentősebb súlyt a kikötőgazdasághoz és nemzetközi kereskedelemhez köthető cégek adják, de egyre robusztusabb gazdasági erőt képviselnek a kutató és fejlesztő cégek, illetve a csúcstechnológiai termékeket előállító középvállalatok.

### Kikötőgazdaság

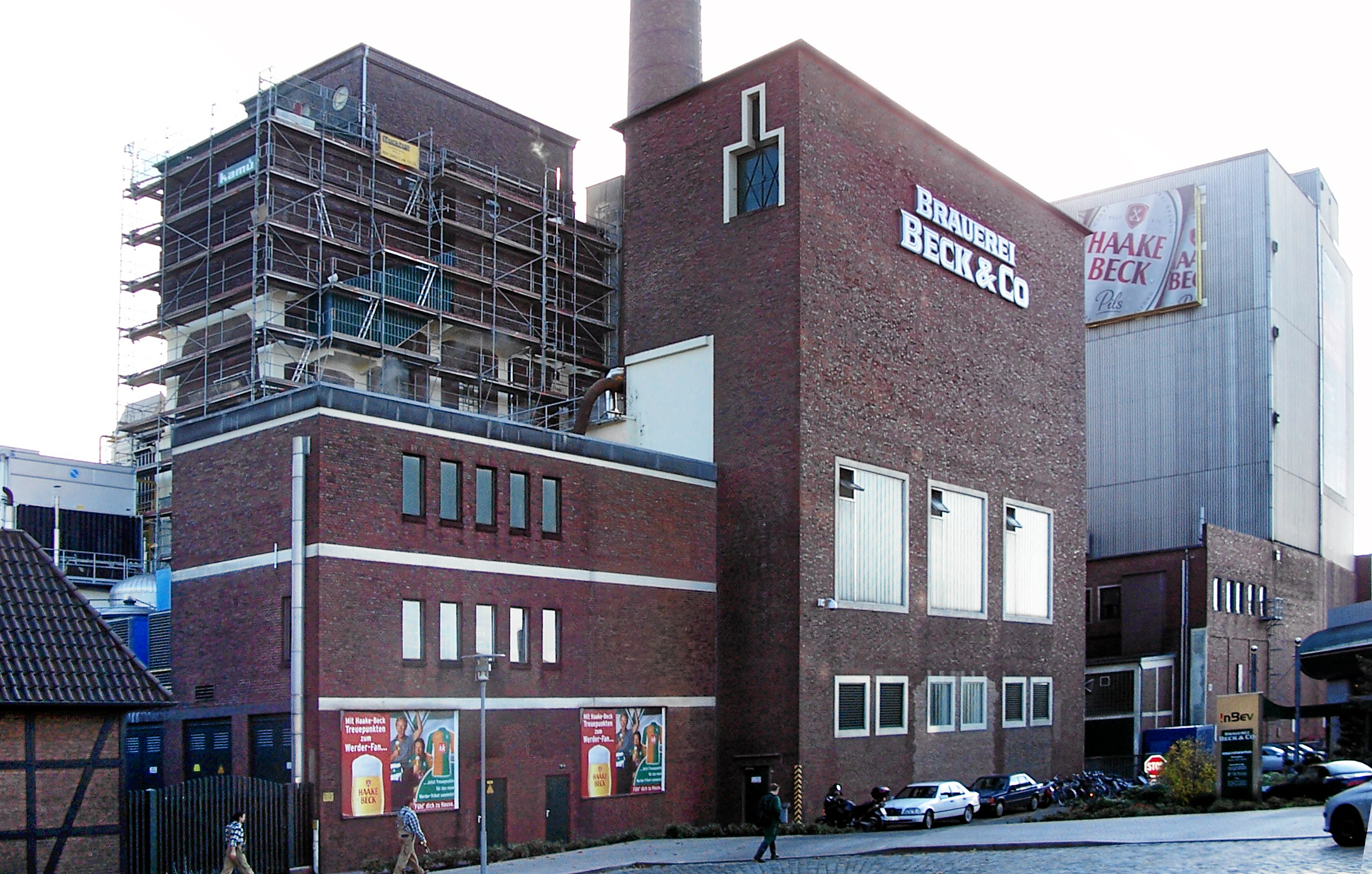
A Brémából indult Beck's sörgyár üzeme a Weser bal partján

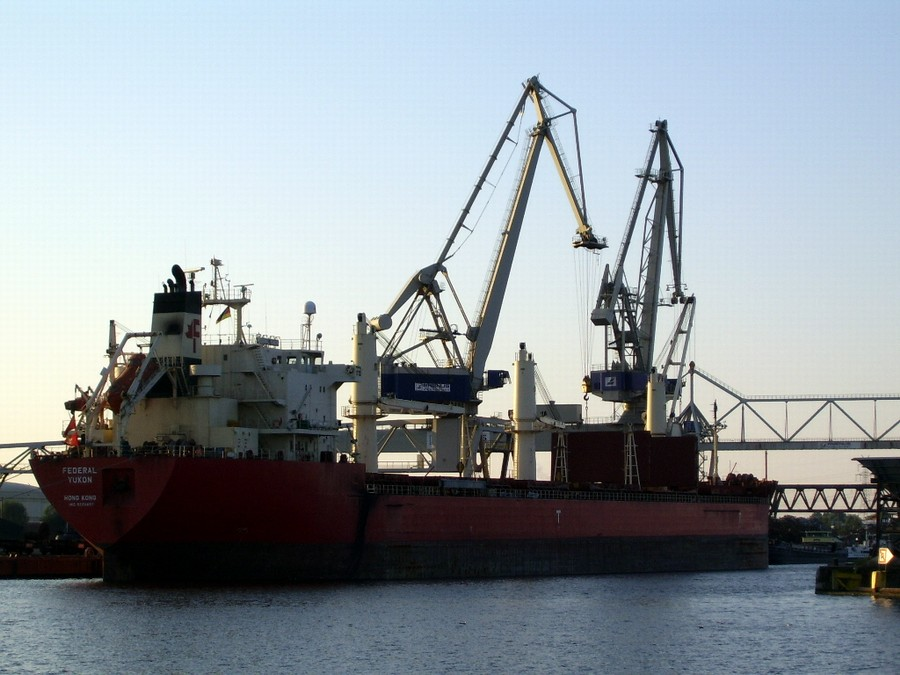
Tengerjáró hajóba acélt rakodnak be az ipari kikötőben

Az 1990-es évek elejéig megkérdőjelezhetetlenül a kereskedelmi kikötő jelentette a város gazdasági gerincét. A városközpont közvetlen közelében létesült kikötőmedencék mellől mára világszerte ismertté vált cégek indultak el, vagy más országok nagyvállalatai létesítettek itt telephelyeket, hogy kedvező pozícióból léphessenek be a német piacra.
A brémai kikötőhöz köthető vállalatok közül a legjelentősebbek:
- Bremer Lagerhaus Gesselschaft (BLG) – kikötői szolgáltatások világszerte
- Beluga Shipping – hajózási társaság, a németországi „2006-os Év Vállalkozása” díj nyertese
- Rhenus – logisztikai szolgáltatások Európában
- Eurogate – Európa legnagyobb konténerterminál-üzemeltetője
- Senator Lines – konténerhajózási társaság
- Kraft Food – élelmiszeripar (Milka csoki, Jacobs kávé stb.)
- Hansa-Papier – Európa legnagyobb papír-nagykereskedője
- Haren & Partner – Európa második számú kereskedelmi hajóügynöksége
- Beck's Co. – sörgyártás
- Eduscho – kávékereskedelem
- Hachez – csokoládégyártás

A kikötőben gyárai, illetve telephelyei működnek a Tschibónak (eredetileg csak kávé, 2000 óta kiskereskedelem), a BMW-nek (járműgyártás), az Archelornak (acélgyártás), a Kellog'snak (élelmiszergyártás) és a Siemensnek (elektrotechnika és közlekedési gépgyártás).

### Tudásipar

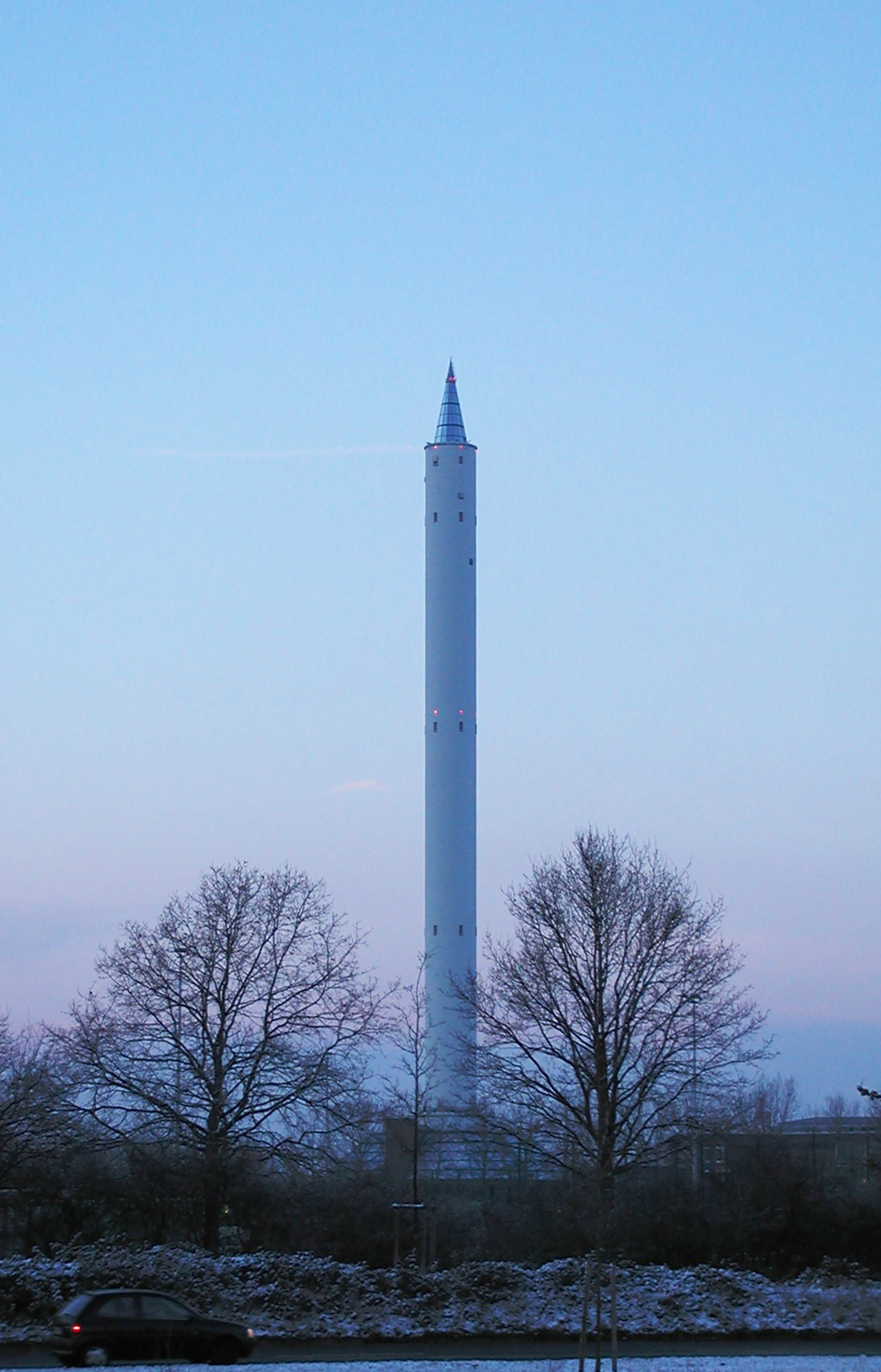
Mikrogravitációs laboratórium Brémában

Brémában a kikötői ipar addigi meghatározó szerepét 1990 óta egyre inkább az ún. „tudásipar” veszi át. A város 2006-ban elnyerte a „Tudomány városa” címet. Egyre több nemzetközi nagyvállalat telepíti kutatóhelyeit, speciális termékeit előállító üzemeit a városállamba. Ezek közül a legjelentősebbek:
- Brémai Egyetem – kutatóközpont, a világ egyetlen mikrogravitációs laboratóriuma
- OHB-Systems – űrhajóalkatrészek és -berendezések
- EDAS Space Transportation – űrhajózás, űrkutatás, műholdgyártás
- Airbus – repülőgépalkatrészek
- T-Online – a mobil távközlési cég német fejlesztési központja
- A Max Planck Intézet tengerkutató osztálya
- IMSAS – mikroszenzorok kutatóintézete
- DFKI – a német mesterséges intelligencia kutatóközpontja
- UFT – Környezettudományi és Környezettechnikai Kutatóintézet
- K0 - Lan, proll

## Közlekedés
Bréma város tömegközlekedését a BSAG (Bremer Strassenbahn AG) működteti. A városkörnyéki autóbuszvonalak számos apró magáncég, míg a vasutak a DB AG kezében vannak, de vonalain több magánvasút járatai is közlekednek. A közlekedési társaságok tarifaközösségre lépvén megalapították a régió tömegközlekedését szervező VBN (Verkehrsbund Bremen und Niedersachsen) társaságot. A VBN vállalkozás sikeresnek bizonyult, a tömegközlekedés aránya a városban és vidékén is növekedett.

### Közúti közlekedés
Bréma igen jó közúti infrastruktúrával rendelkezik, Hamburgot követően a második legnagyobb közlekedési csomópont az északi országrészben. Közvetlen autópálya-összeköttetés épült ki Hamburg és a Ruhr-vidék (A1), Hannover és Bremerhaven (A27), illetve Emden (A28) és Wilhelmshaven (A29) felé. Félig már elkészült a Bréma északi nyúlványát tehermentesítő A270-es autópálya. A jelenleg zajló legnagyobb autópálya-építkezés az A281-es belső körgyűrű. Ez az út átszeli a város nyugati kerületét és egy alagúttal keresztezi a Wesert.

### Vasúti közlekedés

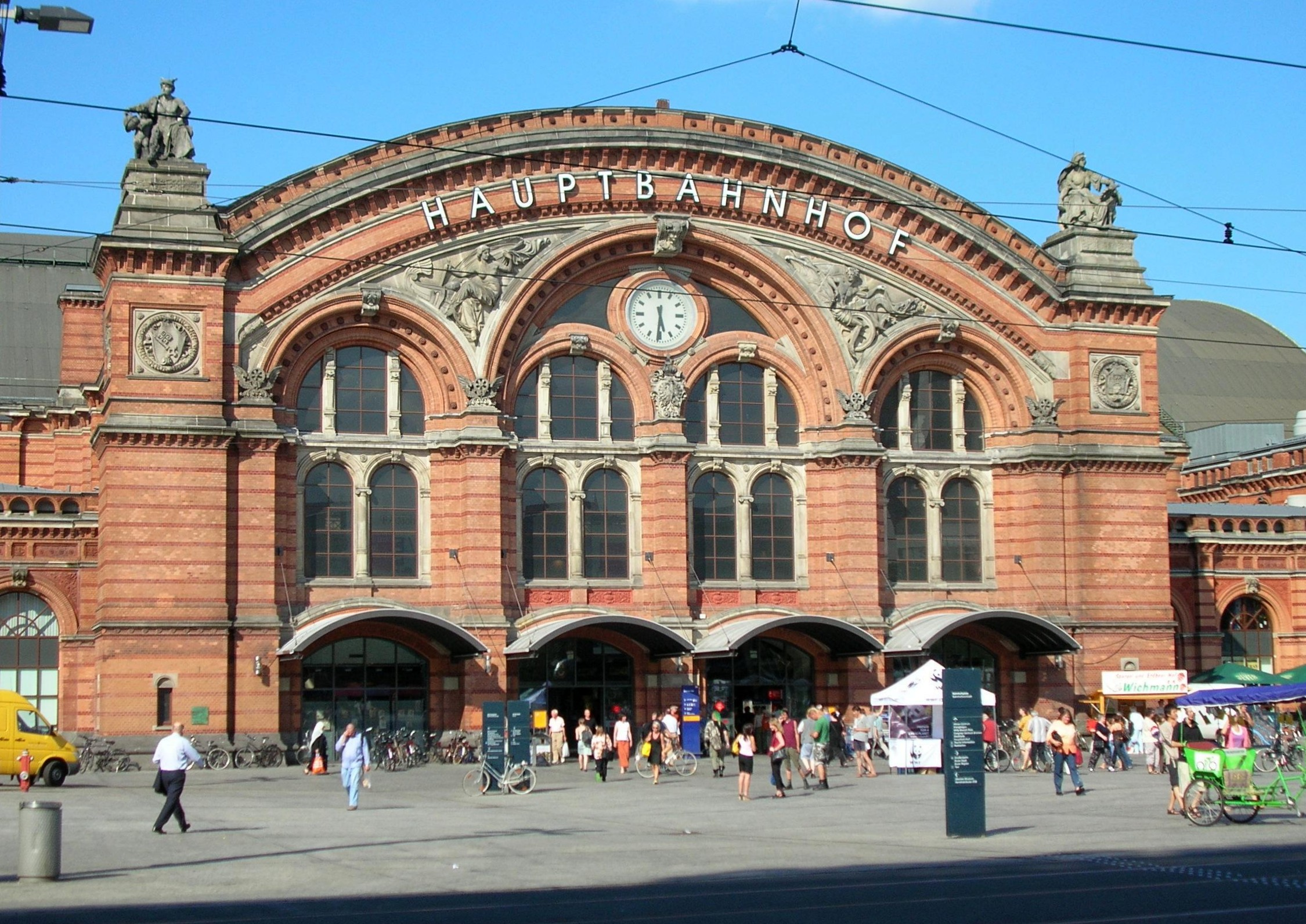
A brémai főpályaudvar

Tartományi jelentőségű csomópont. A távolsági közlekedés gerincét jelentő Intercity Express vonatok száma napi 11, ami jelentős változás a korábbiakhoz képest. Így Bréma lett Hamburg illetve Hannover után az északi országrész harmadik legnagyobb vasúti csomópontja. Kétvágányú vasúti pálya vezet Osnabrück, Hannover, Hamburg és Bremerhaven felé. Zajlik az S-Bahn rendszerű elővárosi közlekedésre való áttérés. Az elavult elővárosi vonalakat átépítik. Bréma északi és nyugati részén az elhagyott iparvasutak felhasználásával építik ki az S-bahn pályáit. 2011-re várható a teljes hálózat kiépülése, akkor 288 km-en járnak majd az elővárosi vonatok. Elsőként 2007-ben az északi városrészt a főpályaudvarral összekötő 28,3 km hosszú szakasz nyílt meg.
A város közlekedési tengelyét a villamosvonalak jelentik. Jelenleg 8 villamosjárat üzemel a városban. Az 1990-es évek elejéig a város a tömegközlekedés autóbuszos megoldását támogatta. A ‘90-es években lezajlott koncepcióváltásnak köszönhetően megújultak és jelentősen meghosszabbodtak a város villamosvonalai. Új szakaszok épültek ki a külvárosok irányában. Legutóbb 2007. január 3-án nyílt meg az új kikötői negyedet, az Überseestadtot átszelő villamosvonal. Zajlik az 1-es és 4-es vonalak meghosszabbítása a tartományi határokon túl fekvő elővárosok (Lilienthal felé).

### Vízi és légi közlekedés
A tengeri kikötőt a Bremenports AG üzemelteti. Jelentős teherkikötő, bár forgalma az utóbbi időben stagnál. Németország negyedik legnagyobb forgalmú kikötőjében évi 13 millió tonna árut, javarészt acélárut, személyautókat, szenet és vasércet rakodnak át. A Weseren zajló belvízi hajózás megfelelő összeköttetést biztosít Európa belseje felé. Bréma városi kikötője főként transzatlanti kapcsolatokat tart fenn.
A repülőtér a város déli részén található. Nemzetközi jelzései: IATA: BRE, ICAO: EDDW. Kezelője a Flughafen Bremen GmbH.
1913-ban alapították, de akkoriban a repülés még a legtöbb helyen kísérleti stádiumban volt. 1920-ban a KLM holland légitársaság indított járatokat Amszterdamból Hamburgba és Koppenhágába, amelyek a város repterén haladtak keresztül. 1945-től 1949-ig az amerikai csapatok használták. Az '50-es években már New Yorkba és Rio de Janeiróba is indultak járatok. 1989-ben évi 1 millió utas fordult meg itt.
A 2000-es évek kezdete óta a fapados járatoknak köszönhetően forgalma tovább növekedett, 2007. november 1-je óta Brémából is eljuthatunk közvetlenül Magyarországra, a gépek Ferihegyen szállnak le.

## Kultúra, művelődés, sport

### Oktatás, képzés
Az oktatást szabályozó törvényt 2003-ban Bréma tartomány parlamentje újraalkotta. Jelenleg is folyik az új rendszerre való áttérés.

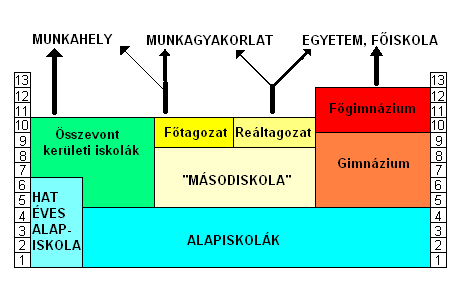
Bréma város oktatási rendszere (2003 óta)

36 alapfokú és 36 középfokú intézmény várja a fiatalokat. Az alap és középfokú képzés rendszere eltér a magyartól. Az alapfokú oktatás a képzés első négy évére terjed ki. Az alapfokú iskolákat évente 57 000 diák látogatja, bár a diákok létszáma évről évre csökken. Az 1-4. évfolyamon tanuló diákok 15%-a nem német állampolgár, ezért a városállam különösen sok gondot fordít a szegregáció megakadályozására.
Az 1980-as években az 5-12. osztályok egy részét a területi integráció keretében ún. iskolacentrumokban koncentrálták. Ma városszerte 15 található e centrumokból, melyekbe a diákok az érettségiig járhatnak. Az ötödik osztálytól a diákok szakmaszerzésre és munkába állásra felkészítő ún. „másodiskolába”, illetve az egyetemre felkészítő gimnáziumokba felvételizhetnek. A másodiskolák ún. főtagozatában a munkába állásra és a szakmai tapasztalatszerzésre készítenek fel, míg a reáltagozat a szakfőiskolákon való továbbtanulásra ösztönöz. Az „összevont kerületi iskolákban” az általános műveltség körébe tartozó tárgyakat oktatják és fokozott hangsúlyt fektetnek a nyelvtanulásra.
A Brémai Egyetem Németország egyik legfiatalabb állami egyeteme. Megszervezésére 1971-től kezdve került sor. Mára a választható szakok száma 80-ra nőtt. 23 000 diák mellett 2000 oktató dolgozik az egyetemen. Az egyetem népszerűségének egyik oka, hogy mindmáig elzárkózik a tandíj bevezetésétől, így vonzóbb a környező tartományok fizetős felsőoktatási intézményeinél. Az intézmény finanszírozását állami támogatásából, illetve kutatási projektekben való közreműködésből fedezik. Az egyetem számára Lehe városrészben megalapítása óta folyamatosan épül ki a Campus. A Brémai Egyetem 30 év alatt nőtte ki magát Németország egyik legfontosabb kutatóegyetemévé. Az 1799-ben alapított Brémai Főiskolán gazdasági, technikai, tengerészeti és szociális tudományokat hallgathatnak a diákok. A felsőoktatást képviseli a 900 diákot oktató Művészeti Főiskola illetve az 1999-ben életre hívott, magánkézben lévő Jacobs Egyetem is.

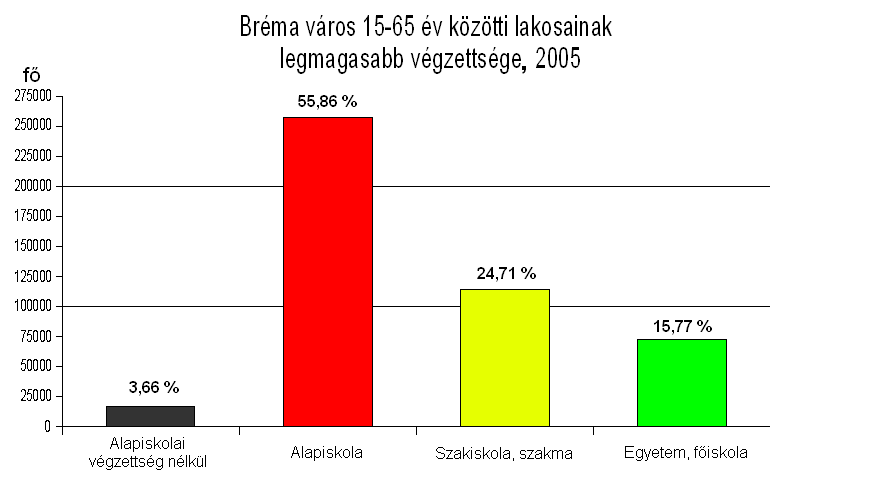
A brémai lakosság iskolázottsága (2005)

A városban élők végzettsége nem tér el jelentősen az egykori nyugati német tartományokban mérhető arányoktól. A 15 évesnél idősebb lakosság több mint fele csak alapiskolai képesítéssel rendelkezik. (A német statisztika hozzájuk sorolja az egyetemre, főiskolákra járókat is.) Szakképesítéssel bír a felnőtt lakosság negyede, míg főiskolai vagy egyetemi diplomával 15%-uk rendelkezik.

### Közkönyvtárak és sajtó
A város legnagyobb könyvtára a 3 140 884 kötetes állománnyal gazdálkodó Egyetemi Könyvtár. Az egyetemi könyvtárban nem csak könyvek, de térképek, folyóiratok, CD-k és filmek is az olvasók rendelkezésére állnak.
A brémai városállam által fenntartott Városi Könyvtár 778 000 kötetes állományát egy fő- és 10 fiókkönyvtárban bocsátja az olvasók rendelkezésére. A városban ezen kívül 43 nyilvános könyvtár jellegű közgyűjtemény található egyházak, múzeumok, iskolák vagy civilszervezetek kezelésében.
Bréma egyetlen helyi újságja a Weser Kurier. A napilap 8 helyi (kerületi) kiadással, illetve egy vidéki olvasóknak szánt változattal (Aller Kurier) jelenik meg. A város saját tulajdonú médiája a Brémai Rádió, amely négy közszolgálati rádióprogram sugárzása mellett egy televízióadót is működtet. Ezeken kívül a hanza-városból sugároz három kereskedelmi rádió is. A városállam kezdeményezésére 1992 óta működik a „Brémai Szabad Csatorna”, amely heti 48 órában sugározza amatőr műsorkészítők, nonprofit szervezetek és egyszerű brémai polgárok által összeállított műsorait.

### Színház, szórakoztatás
A hanza-városban 5 nagy teátrum működik, közöttük legnagyobb a Goethe-téri színház. A nagy színházak mellett számos kisebb alapítványi vagy magánszínház is rendez előadásokat. A Schnoor negyed apró studiószínházai, kabaréi évről évre számos látogatót vonzanak. A hanza-város központjának utcáin gyakran találkozhatunk vándorkomédiásokkal, akik főként a városi eseményekhez kapcsolódóan állítják fel sátraikat.

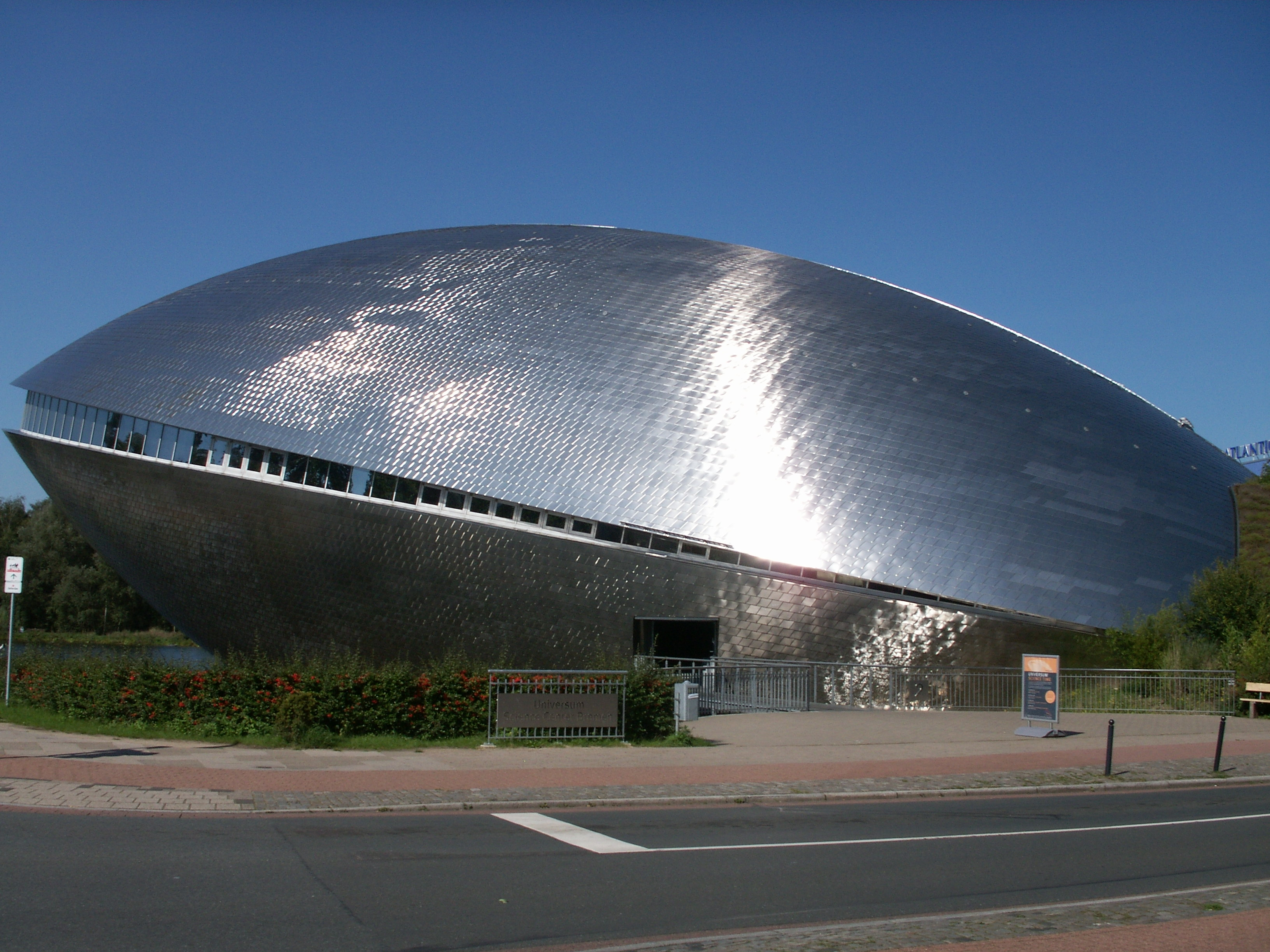
Az Universum épülete

A mozik piaca mára nagyban átrendeződött. A belvárosban és a kikötő környékén korábban elterjedt apró, egytermes filmszínházakat kiszorították a város szélén felépült soktermes, korszerű technikával felszerelt moziközpontok. A belvárosban csak egyes rétegigényeket kiszolgáló apró filmszínházak maradtak.
A szokásos nagyvárosi attrakciók mellett Brémában két jelentős, országos hírnévnek örvendő szórakoztatóközpont várja a látogatókat. Az Universum tudományos játszóház 2000-ben nyitotta meg kapuit. Csillagvárost formázó épületét 2,5 millió látogató járta be működésének első 5 évében.
A Space Park Center Európa legnagyobb fedett vidámparkjának épült 2003-ban egy korábbi hajógyár területén. Az épületben a hollywoodi filmekből ismert tudományos-fantasztikus világban szórakozhattak a látogatók. A Space Park építésének költségei azonban meghaladták a beruházó erejét, később a látogatók száma sem érte el a korábban becsült szintet. A Space Park mindössze 9 hónapos működés után 2004 szeptemberében bezárt.  Működtetésére befektetőt keresnek.

### Sportélet

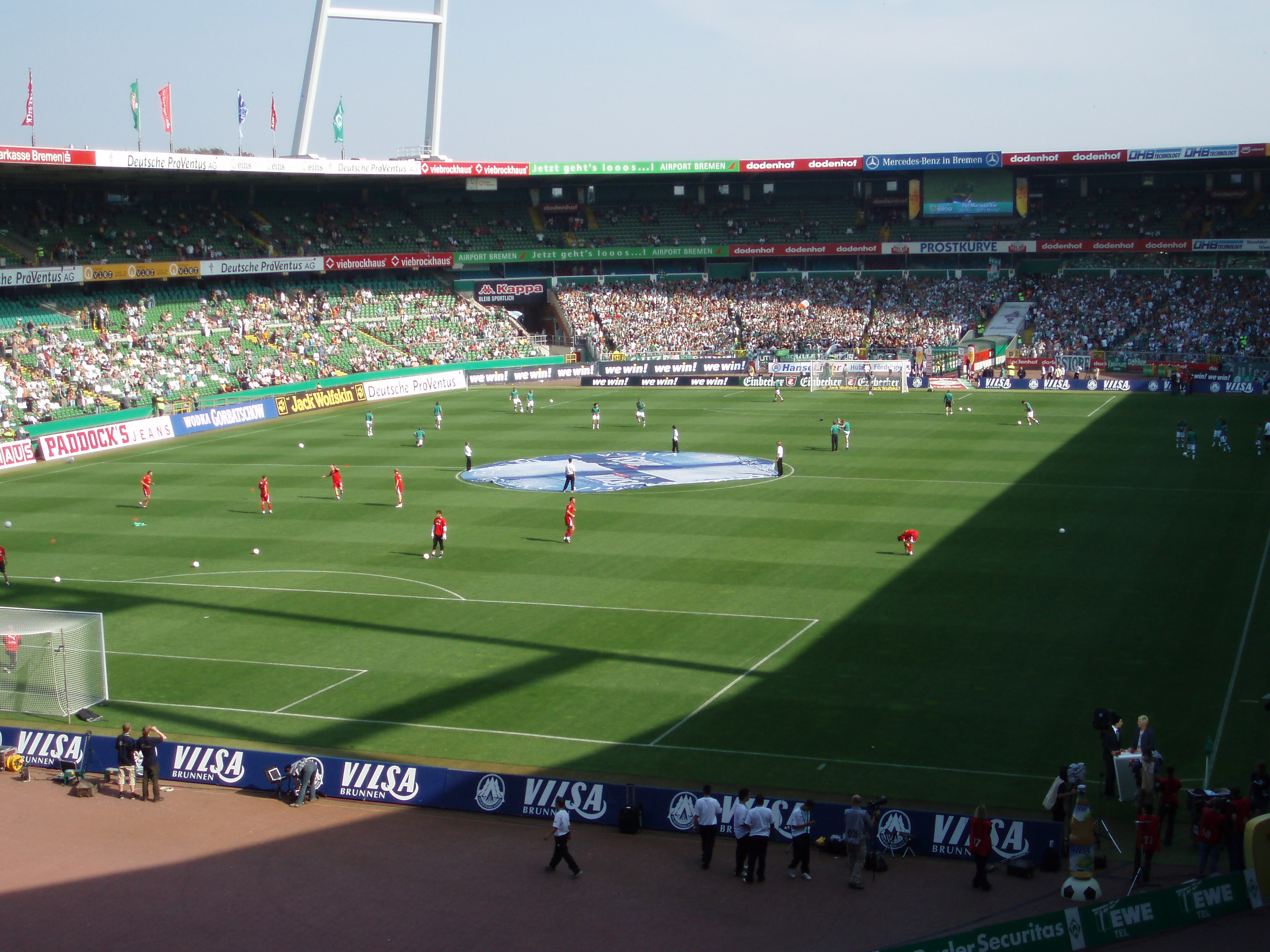
A Werder otthona belülről

A városban élénk sportélet zajlik. Bréma Európa-szerte ismert csapata az SV Werder Bremen, amely eddig négyszer diadalmaskodott a német bajnokságban és ötször vihette haza a német kupát. Európában is sikeres csapat a Werder: 1992-ben elnyerte a Kupagyőztesek Európa Kupáját. A csapat otthona a Weserstadion. 2007 óta női együttessel is képviseltetik magukat az országos labdarúgó bajnokságban. A keretein belül atlétika, sakk, kerékpár, kézilabda szakosztályok is működnek.
Brémában rendezik minden év januárjában az egyik legrangosabb európai pályakerékpáros viadalt, a „6 Tage Rennen” nevű futamot. A 6 napos küzdelem során Németország és a világ legjobbjai vetélkednek. Az esemény köré az amatőrök számára is egyre több kerékpáros rendezvény szerveződik.
A nyár közkedvelt vízi tömegsporteseménye a „Tiderally”. A Weseren megrendezett futamon az győz, aki az apálykor a folyóból kizúduló víz ellenében is képes Bremerhavenből Brémáig följutni.

## Látnivalók

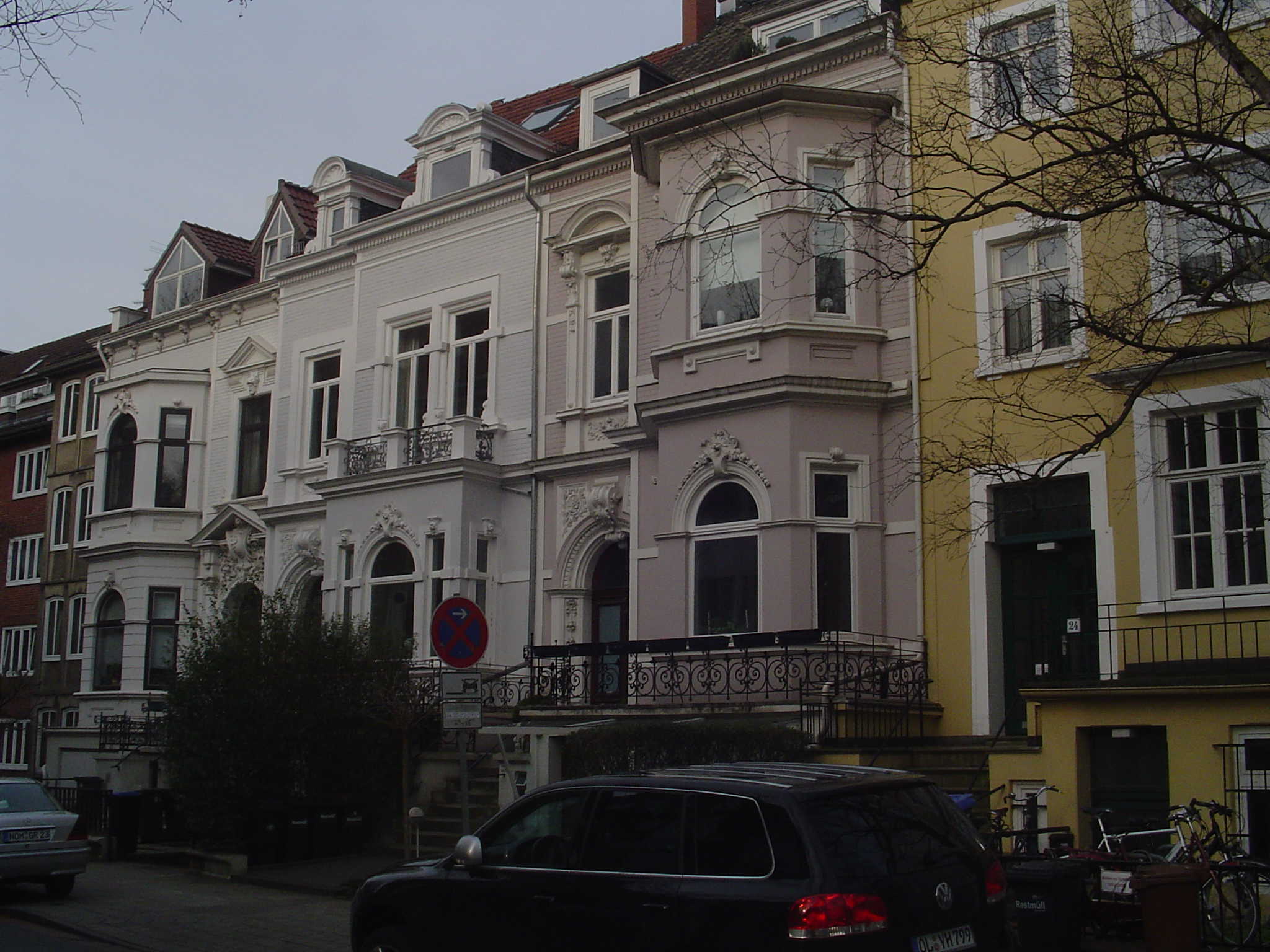
Polgárházak Schwachhausen negyedben

Brémában a második világháború idején jóvátehetetlen károk keletkeztek. A bombatámadások miatt elpusztult a műemlékek és a reprezentatív épületek jelentős része. Az ’50-es években a kor jellegtelen épületeivel pótolták a foghíjakat, így a mai városkép nem oly' egységes, mint a korábbi. A településmagot keletről övező negyedekben állanak a várost korábban leginkább jellemző ún. polgárházak, amelyeket századfordulón a középpolgári családok építették. Közös jellemzőjük a szűk utcafront, az első emelet erkélyei, és a tető vonalából előugró ablakok. A polgárházak majd mindegyike előtt apró, de ápolt kert található és lépcső vezet a bejárati ajtóig. Ez az épülettípus a Benelux államokon és Nagy-Britannián kívül csak Brémában általános, így német nyelvterületen „brémai ház” néven ismerik.

### Híres épületek

#### Régi városháza

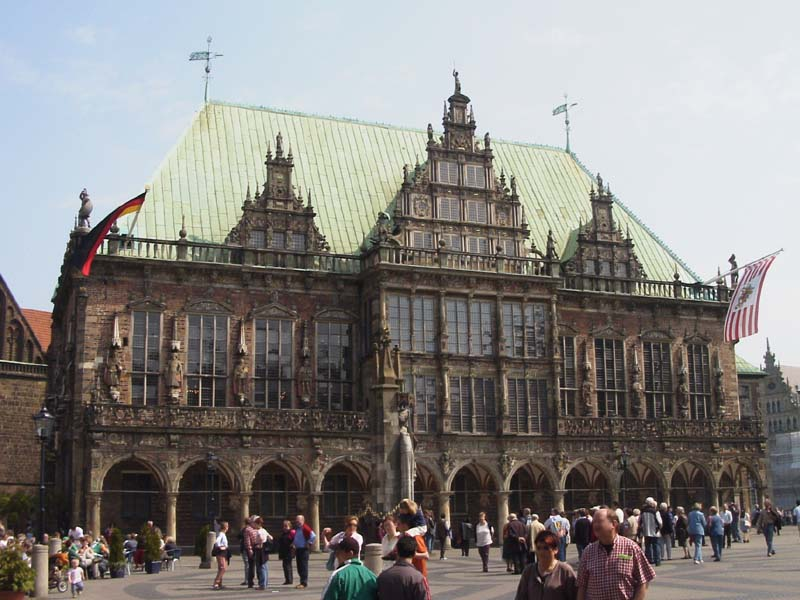
A régi brémai városháza

A város régi piacterén áll a régi városháza, mely az európai reneszánsz építészet egyik remeke. Az épület ma a városállam elnöki tisztét ellátó polgármester hivatalául szolgál. Az épületet 1405 és 1409 között emelték. 1595 és 1612 között felújították; ekkor kapta az épület a jellegzetes piactérre néző boltívsort. A későbbiekben az épület neoreneszánsz stíluselemekkel is gazdagították. 1918 őszén a városháza erkélyéről kiáltották ki a Brémai Tanácsköztársaságot. A második világháború pusztításait a csodával határos módon minimális károsodással vészelte át, miközben a közvetlen környezete is elpusztult. 2000-ben kezdődött el ismételt felújítása. Az UNESCO 2004 júliusában a brémai városházát a világörökség részének ismerte el.
Az épületnek karakteres jelleget szolgáltatnak a vörös és fekete téglákból kirakott falminták. Homlokzatát a reneszánsz által nagyra becsült antik filozófusok és természettudósok szobrai, illetve a város jelképéül választott kulcsos címer díszíti.

#### Böttcherstraße

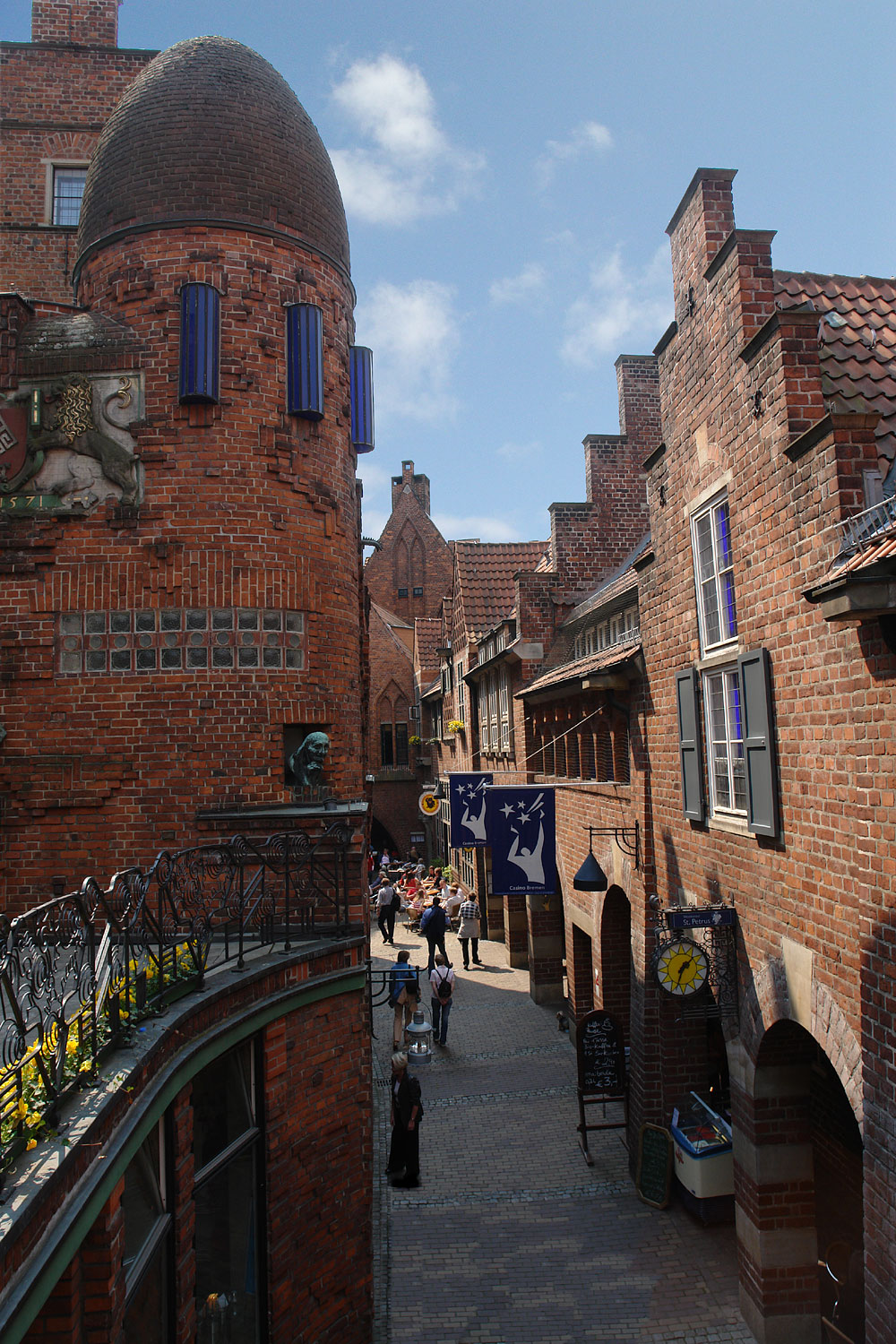
Pillantás a Kádárok utcájára

A piactérről a Weser partjára vezető szűk sikátor a Böttcherstraße (Kádárok utcája). A középkorban a forgalmas piactér és az akkor városi kikötőként használt Schlachte közötti utcában kötélverők, hordó- és ládakészítők dolgoztak. Amikor az 1800-as években a Schlachte kikötője megszűnt, az utcában az ipari tevékenység hanyatlásnak indult. 1902-ben egy brémai kávékereskedő vásárolta meg a mindössze 100 méter hosszúságú utcát, aki cégei irodaházait építtette fel a szűk helyen. Ekkor alakult ki az utca jellegzetes vöröstéglás-homokköves jellege, amelyhez a később épített házak tulajdonosai is igazodtak.
A második világháborúban az utca épületeinek mindegyike megrongálódott. 1979-ben az egykori kávé-nagykereskedő leszármazottja az egész utcát felvásárolta és felújíttatta. 1989-ben az utcát megvette a Brémai Takarékbank és ismételten nekilátott a felújításnak, amely 1999-ben fejeződött be. A Böttcherstraße ma is magántulajdon, gazdája és üzemeltetője a Brémai Takarékbank egyik leányvállalata.
Az utca a város leglátogatottabb idegenforgalmi látványosságainak egyike. Bár magántulajdon, mégis szabadon látogatható. A sikátorban éttermek, galériák, kikötővállalatok reprezentatív vendégszobái foglalnak helyet. Falait szobrok, akváriumok, domborművek és a középkort idéző cégérek díszítik. A legfőbb látványosság az óránként megszólaló harangjáték.

#### Szent Péter-dóm

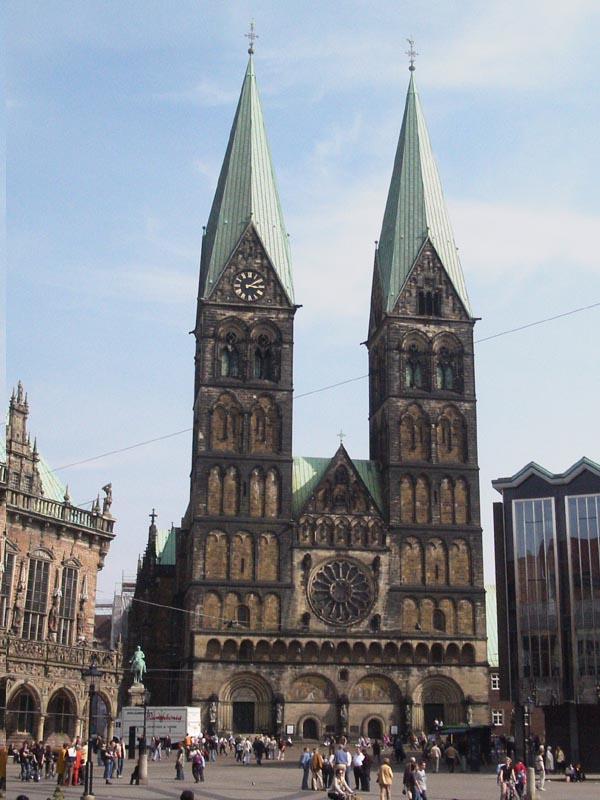
A Szent Péter dóm Brémában

A piactér keleti sarkában áll a Szent Péter dóm, az evangélikus egyház brémai főtemploma. A brémai dómot a frízeket római katolikus hitre téríteni akaró Willehad püspök kezdte építtetni. 789-ben pontosan a maival megegyező helyen építtette fel a város első templomát, egy fatemplomot.
A mai templom alapjait 1035 és 1043 között Adalbert püspök rakatta le. 1223-tól kezdve a templomot a korszellemnek és a város növekvő népességének megfelelően jelentősen átépítették. A főhajó mellé két mellékhajót húztak fel, melyeket a későbbiekben többször lebontottak és megnagyobbítottak. Így alakult ki a katedrális ma ismert, tengelyére aszimmetrikus belső tere.
A dómot 1532-ben az evangélikus egyház vette át, a katolikus püspök a közeli Werden városkába menekült. A város ettől kezdve majd 60 évig tisztán evangélikus lakosságú volt. Sokáig dúltak a vallásháborúk. 1581-ben a brémai egyház a genfi reformációhoz csatlakozott, 1600-ban bevezették a heidelbergi katekizmust. 1638-ban a városba érkező dánok ismét az evangélikus szertartást vezették be. A templomot az uralkodó egyház kívánsága szerint többször átépítették, melynek következtében egyre többet veszített középkori jellegéből. 1901-ben a brémai városi tanács eredeti formáját visszaállítván felújíttatta a dómot.

### Szobrok

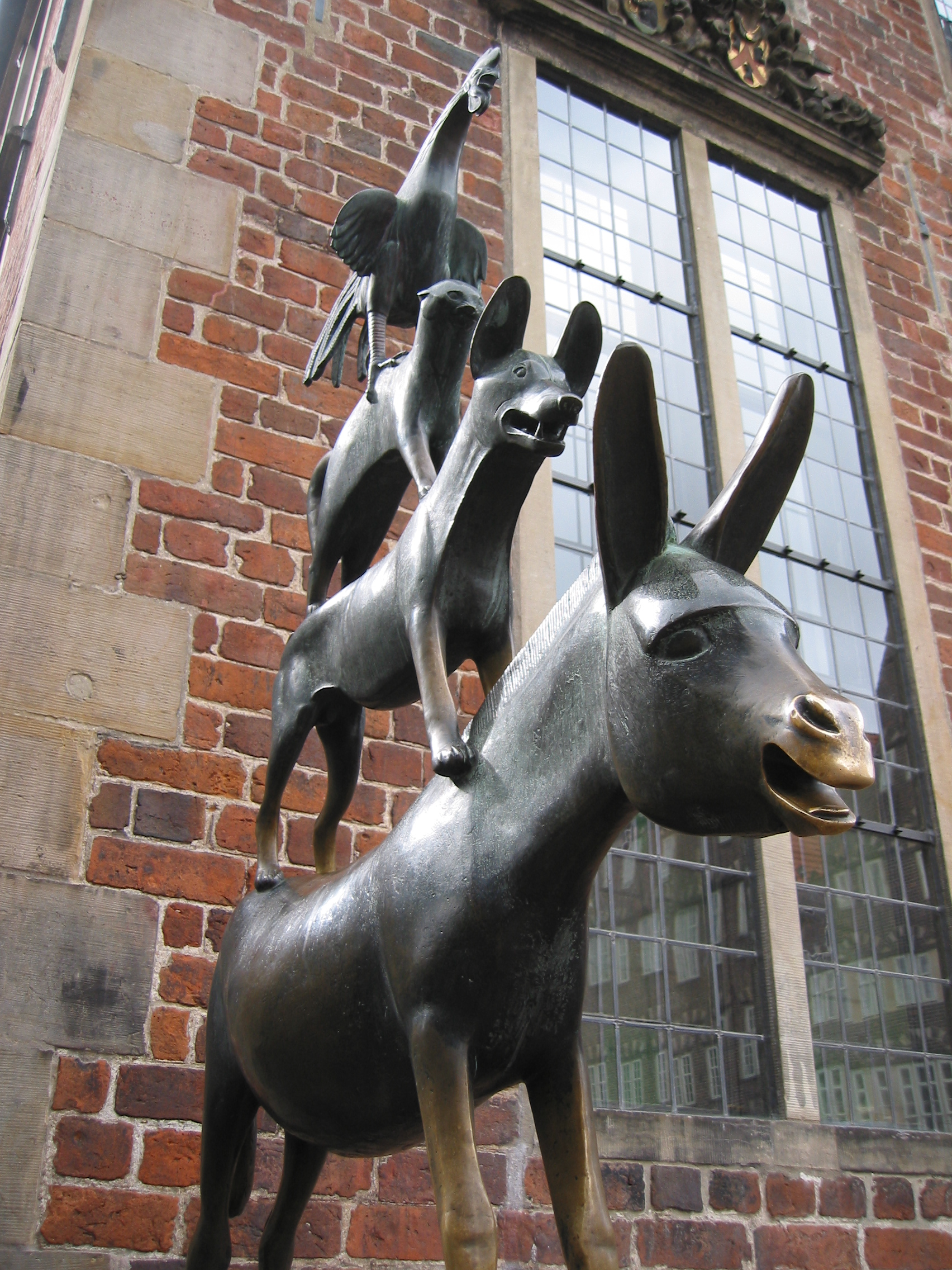
A Brémai Muzsikusok modern stílusú szobra

Bréma középkori vásárain elterjedt pénzkereseti forma volt a zenélés. A zenésznek készülő állatokról szóló középkori mesét a Grimm testvérek dolgozták fel. A Brémai Muzsikusok meséje nyomán világhírre szert tevő Bréma 1951-ben Gerhard Marcks német szobrászművész alkotásával emlékezett meg a mese szereplőiről. A szoborcsoport nagy népszerűségnek örvend. Városszerte falfestményeken, cégéreken, plakátokon találkozhatunk különböző reprodukcióival, míg a városba érkező turisták számára szinte kötelező program a meglátogatása.
Az UNESCO világörökség listáján szerepel a brémai Roland-szobor. Roland lovag Nagy Károly katonája volt, aki a baszkok ellen, a Pireneusokban vívott harcokban esett el. Franciaországban hősi énekek szóltak hőstetteiről. A brémai városi polgárság 1366-ban faszobrot állított a hős emlékének. A szobor hamarosan a polgárság szabadságainak jelképes védelmezője lett, ezért 1404-ben felállították a ma is látható 5,5 méter magas kőszobrot. A szobor sokszor megsérült a történelem folyamán. A jelenlegi feje csak másolata az eredetinek.
A város gyarmattartó múltjára emlékeztet a Bürgerpark bejáratát őrző óriási Kőelefánt. A 10 méter magas, vörös téglákból kirakott elefántot 1932-ben állíttatta Fritz Behn professzor. Az elefánt belsejében egy jelképes kripta található az első világháború afrikai frontjain elesett 1490 német katona nevével. A 30-as években az elefánt a náci területi követelések jelképévé vált, mellette felvonulásokat rendeztek. A háború után már a németek Afrikához fűződő barátságát és érdeklődését volt hivatott kifejezni. Az 1980-as években a dél-afrikai apartheid rendszer elleni németországi tiltakozások központi helye volt.

### Jellegzetes városrészek

#### A Schnoor

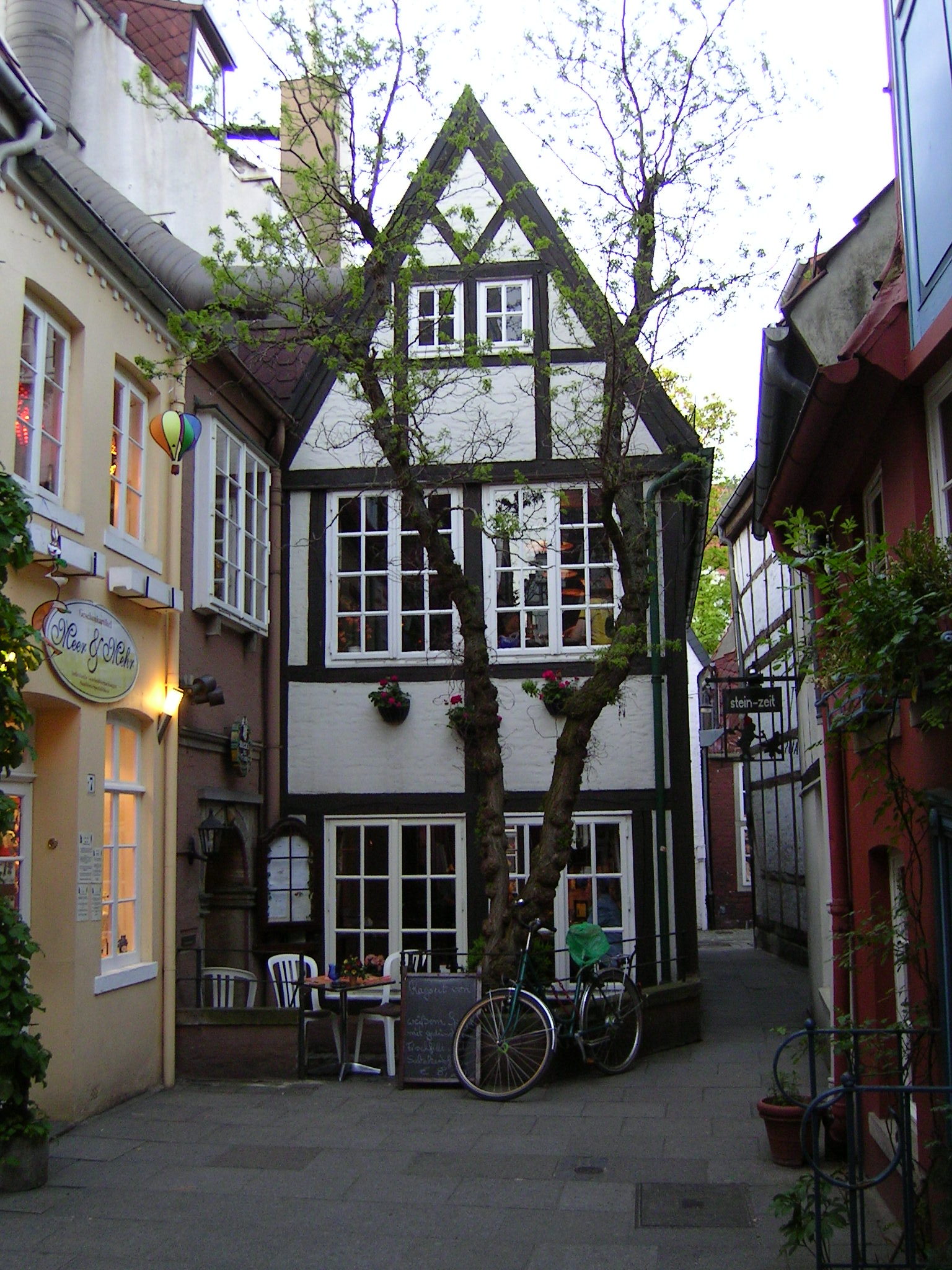
A Schnoor utcáin

A Schnoor-negyed (ejtsd: snúr) a belváros déli szegélyén található. A Schnoor jellegzetes arculatát a számtalan apró, szorosan egymáshoz tapadt háznak köszönheti. A negyedet elsőként egy 13. századi okirat említi, az ekkor alapított ferences kolostor környékén alakult ki a nagyszámú városi szegénynek lakhelyet nyújtó zsúfolt negyed. A negyed lakói a Weser Balge nevű mellékágán kikötő hajók rakodásából éltek. A Balgét később betemették, hogy a város újabb területeket nyerjen. A ma látható házak többsége 1500 és 1900 között épült. A Schnoor-ban a 19. század során annyira leromlottak a higiénés körülmények, hogy a város többször tervezte a negyed lebontását. A negyed megmaradását végül is a világháborúknak köszönhette. A második világháború bombázásait a negyed túlélte, ekkortól számítható újjáéledése is.
A Schnoor aprócska házai ma éttermeknek, műtermeknek, hagyományőrző egyesületeknek adnak otthont. Itt található az északnémet nyelvjárás hagyományait ápoló Plattdütsch Institut is. Ennek közvetlen szomszédja Németország legkisebb szállodája, amely 20 négyzetméteres alapterületén egyszerre mindössze két vendég fogadására képes.

#### A Bürgerpark

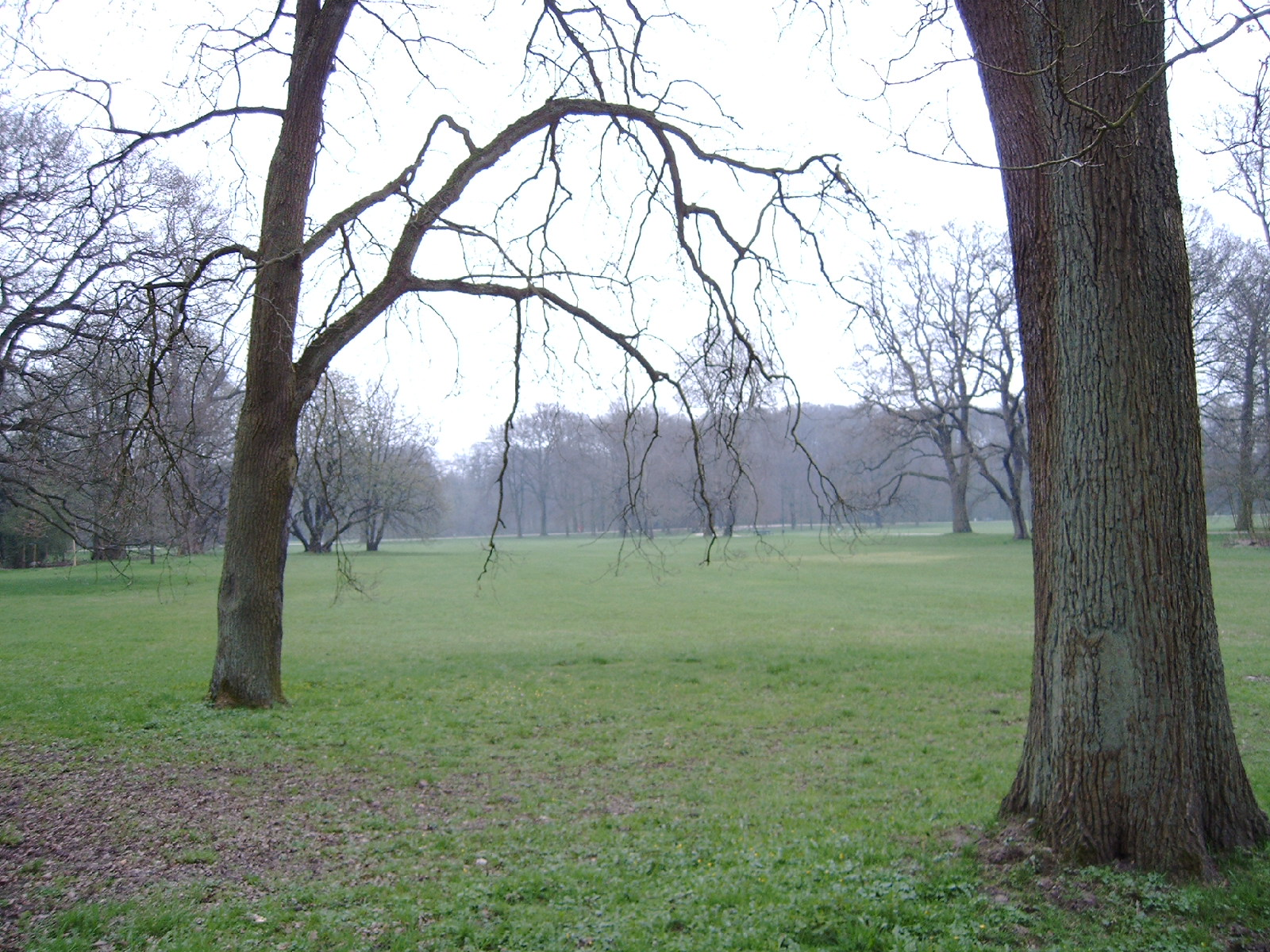
Pillantás a kora tavaszi Bürgerpark erdeire

A Bürgerpark (~polgárok parkja) Németország legnagyobb, magánpénzből fenntartott nyilvános parkja. A város északi határától 1-3 kilométer szélességben húzódik a városközpontig. Mai területe 202 hektár.
A Bürgerparkot 1865 és 1870 között a tájtervező Wilhelm Benque tervei alapján, a New York-i Central Park mintájára építtette a város. A parkot tavak, kertek, a világ különböző égtájait idéző növénygyűjtemények tagolják. Egyes részei az ott megjelent ritka növénytársulások miatt természetvédelmi területnek minősülnek.
A parkot a Bürgerpark-egyesület mindenféle állami segítség nélkül adományokból, tagdíjakból, rendezvények bevételéből tartja fenn. Az egyesületnek 2600 állandó tagja van.

#### Az Überseestadt
Az Überseestadt a belváros északi peremén újonnan létesülő városrész. Az egykori Überseehafen (ejtsd: überzéháfen; ~kb.: tengerentúli forgalmat lebonyolító kikötő) a szabadkikötő része volt. 1980-at követően forgalma a konténerek elterjedésével visszaesett. A kikötőtevékenység hanyatlott, a raktárak és a berendezések pusztulásnak indultak. Bréma 1996-ban határozott a tönkrement negyed szanálásáról. A régi kikötők helyén nagyszabású munkálatok kezdődtek, melyek a mai napig zajlanak. Az Überseestadt-program átalakítja az egykori Überseehafen környékét. A hatalmas vámraktárak épületeiben lakások, konferenciatermek, kávéházak nyílnak, a teherpályaudvarok helyét parkok foglalják el. A kikötő védelemre érdemes épületeit megóvják és új funkciókkal ruházzák fel azokat. Az Überseestadt városrész véglegesen 2020-ra készül el, amikor 16 000 ember dolgozik és él majd családjával e területen.

### Brémai ünnepek

#### Fogadás a Weser befagyására
Az Eiswette (ejtsd: ájszvette; magyarul kb.: „jégfogadás”) az egyik legjellegzetesebb brémai ünnep. Az esemény még 1828-ből ered, amikor brémai fiatalok fogadást kötöttek, melynek során azt kellett megtippelni, hogy 1829. január 1-jére a Weser befagy-e. A fogadás nyertese egy tál barna káposztát és a hozzá való köretet nyerte. Az ünnep egyre népszerűbb lett, hamarosan a városi polgárság minden rétege képviseltette magát a káposztaevésen. A folyó akkor számított befagyottnak, ha a városi szabó, afrikai származású segédjének kíséretében száraz lábbal kelt át a Weseren. Ha a szabó cipője vizes lett, akkor a folyó nem minősült befagyottnak.
A 19. század végén Ludwig Franzius elvégezte a Weser szabályozását, melynek következtében a folyam a Brémában megjelenő árapály jelenség miatt többé nem fagyott be. A fogadás így látszólag elveszítette tétjét, de népszokásként megmaradt. A második világháború éveinek kivételével minden január harmadik szombatján kerül rá sor. A tehetős brémai polgároknak, hajógazdáknak, gyártulajdonosoknak azóta illik komoly összeggel fogadást kötni a Weser befagyására. A fogadásból származó összeget jótékony célokra fordítják.

#### ASchaffermahl
A Schaffermahl (ejtsd: ~sáffermál) a legrégebbi ún. üzleti ebéd az egész világon. 1554 óta minden évben február második hetében rendezik meg. Eredeti funkciója az volt, hogy a kereskedelmi hajózás körül csoportosuló szolgáltatókat egy asztalhoz ültesse és a téli időszak zárultával jó üzleti légkört biztosítson. Az esemény rendkívül szigorú protokoll szerint zajlik. A tőzsde épületében gyülekező kapitányok, hajógazdák és kereskedők együtt vonulnak a városháza nagytermébe, ahol terített asztal várja őket. A menü tyúkhúsleves, káposzta, vaj, kolbász, szardínia, hal és egyéb hagyományos brémai ételek. Az eseményen csak a brémai sörgyár külön e célra főzött erős söre iható. Az ebéd zárultával kötelező a közös dohányzás és italfogyasztás. Az ebéd bevételeit a városi szegények között osztják fel.
A hagyományokat 2005-ben kissé megújították. Az addig kizárólag férfiak számára látogatható eseményen ma már a gyengébb nem képviselői is megjelenhetnek. Erre azért volt szükség, mert a brémai kapitányok és üzletemberek egyre jelentősebb része nő. A 2007-es ebéd díszvendége Angela Merkel német kancellárasszony volt.

#### AFreimarkt

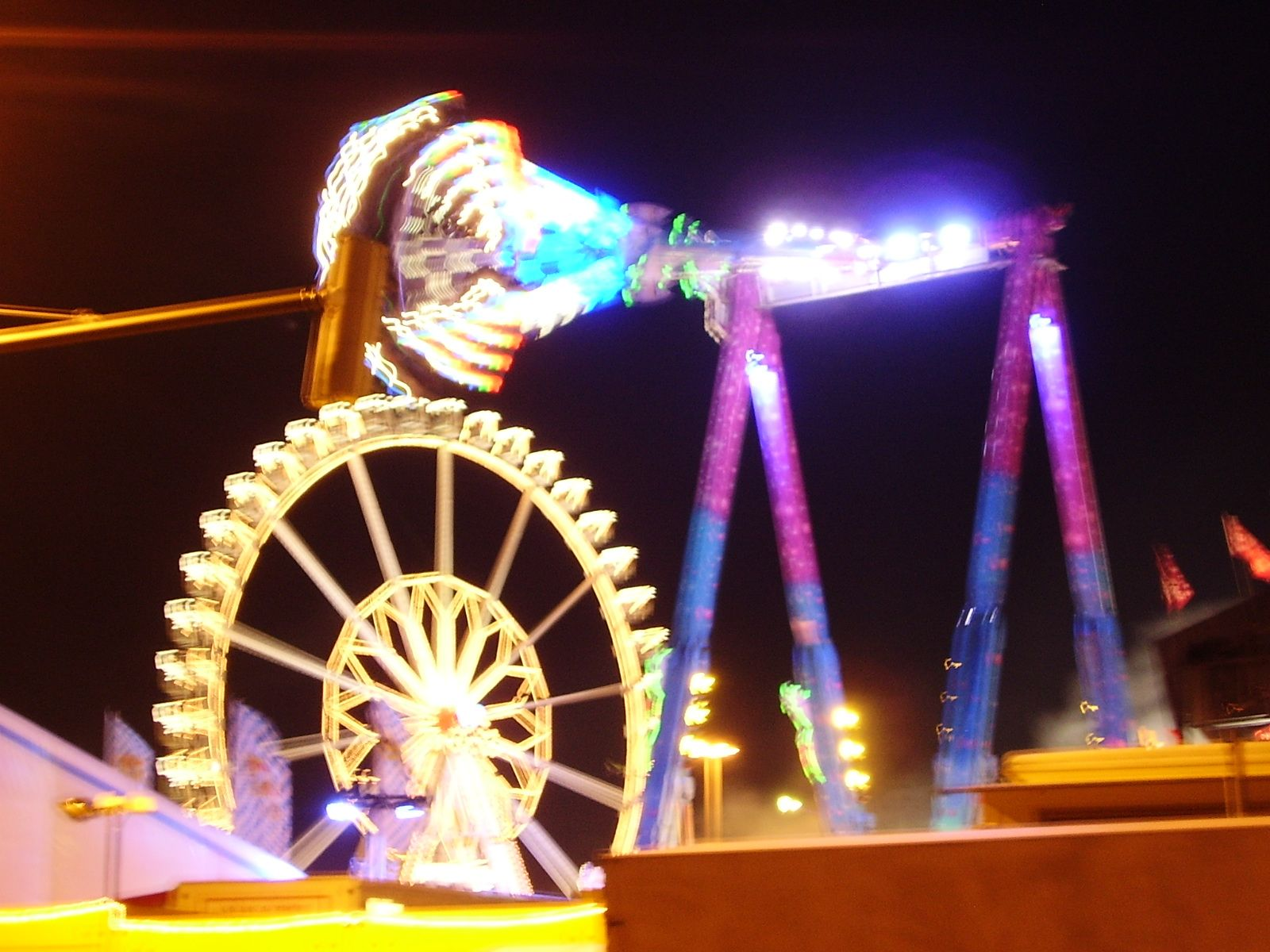
A Freimarkt

1035 óta minden évben megrendezik a Freimarktot (~ vásár), amely a 20. század második felében az északi német országrész legnagyobb szabadtéri eseményévé vált. Az esemény a II. Konrád császár által adományozott vásártartási jogra vezethető vissza. A 11. században a környékbeli parasztok és kézművesek Brémába mentek, hogy ott áruikat értékesítsék. A piacot 1934-ig a városházával szomszédos nagy téren tartották, ma már a hatalmasra növekedett esemény helyszíne a pályaudvar mögötti Bürgerweide tér.
A Freimarkt minden év októberének második felében zajlik. Időtartama 17 nap. A Bürgerweide-n óriáskerekek, hullámvasutak, sörsátrak, mutatványos bódék épülnek, melyekben hajnalig zajlik a mulatozás.

### Egyéb látnivalók
- Valentin és Hornisse – Tengeralattjáró-fedezékek a világháború idejéből
- A Rolandmühle a kikötőben
- Kikötőmúzeum Archiválva 2007. március 11-i dátummal a Wayback Machine-ben
- Universum, tudományos játszóház
- A Rhododendron-park
- A Schönebeck kastély múzeuma
- A Weser partján álló Márton-templom
- A Schlachte, Bréma régi kikötője Archiválva 2022. május 31-i dátummal a Wayback Machine-ben
- Weserstadion – A Werder otthona
- A Várfal-kert a brémai szélmalommal
- Überseemuseum

## Testvérvárosok
- Gdańsk, Lengyelország (1976)
- Riga, Lettország (1985)
- Talien, Kína (1985)
- Rostock, Németország (1987)
- Haifa, Izrael
- Corinto, Nicaragua (1989)
- Pozsony, Szlovákia (1989)
- İzmir, Törökország (1995)
- Jokohama, Japán (2001)
- Windhoek, Namíbia (2001)

## Híres brémaiak

### A város szülöttei

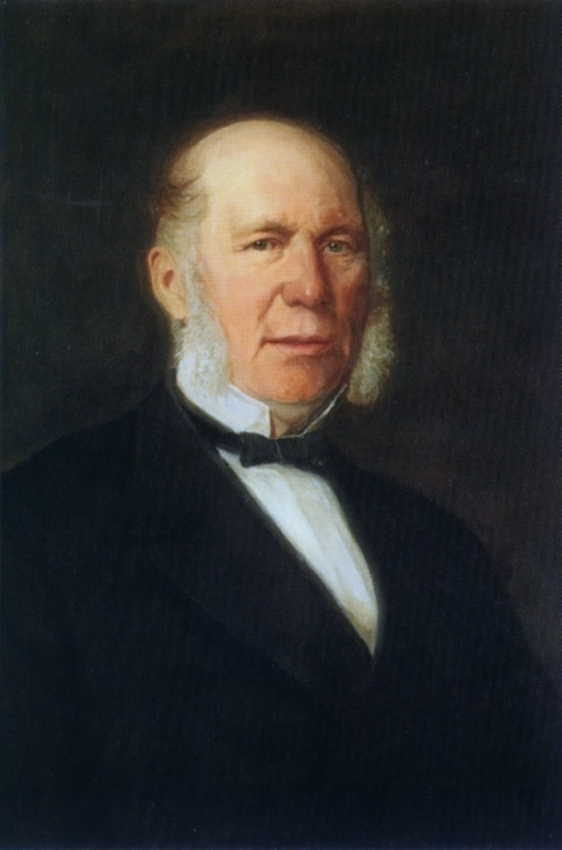
Hermann Henrich Meier

- Gesche Gottfried (1785. március 19. – 1831) méreggel dolgozó sorozatgyilkos; ő volt az utolsó, akit Brémában nyilvánosan kivégeztek
- Arnold Duckwitz (1802. január 27. – 1881. március 20.) német birodalmi miniszter
- Hermann Henrich Meier (1809. október 16. – 1898) a Norddeutscher Lloyd hajózási társaság alapítója
- Franz Adolf Eduard Lüderitz (1834. július 16. – 1886, Oranje Fluss, Namíbia) Német Délnyugat-Afrika (mai Namíbia) megalapítója
- Ludwig Quidde (1858. március 23. – 1941) politikus, 1923-ban Nobel-békedíjat kapott
- Johann Jacobs (1869–1886) kávénagykereskedő, a Jacobs kávé atyja
- Karl Abraham (1877. május 3. – Berlin, 1925. december 25.) pszichoanalitikus („Trauma és Mítosz”, 1909)
- Conrad Albrecht (1880. október 7. – 1969) tengerész főtiszt, a Danzigot 1939. szeptember 1-jén lőni kezdő hajó parancsnoka
- Wilhelm Wagenfeld (1904–1970), az Interlingua mesterséges nyelv megalkotója
- Karl Carstens (1914. december 14. – 1992), az NSZK államfője (1979–'83)

### Brémához köthető személyek
- Brémai Ádám (Adam von Bremen) (11. század) katolikus pap, történész, földrajztudós
- Ludwig Franzius (1832–1903) vízügyi tervezőmérnök, a Weser szabályozásának tervét kidolgozó és kivitelező szakember
- Hermann Apelt (1876–1960) szenátor, a brémai kikötőket 1945 után megújító politikus
- Murat Kurnaz (1982–), „a brémai tálib”. Török fiatalember, akit az Egyesült Államok több évig Guantánamón tartott fogva terrorizmus vádjával.
- Wilhelm Pieck (1876 – 1960), a tartományi parlament tagja, az NDK elnöke 1949 és 1960 között.